# Électricité en Europe

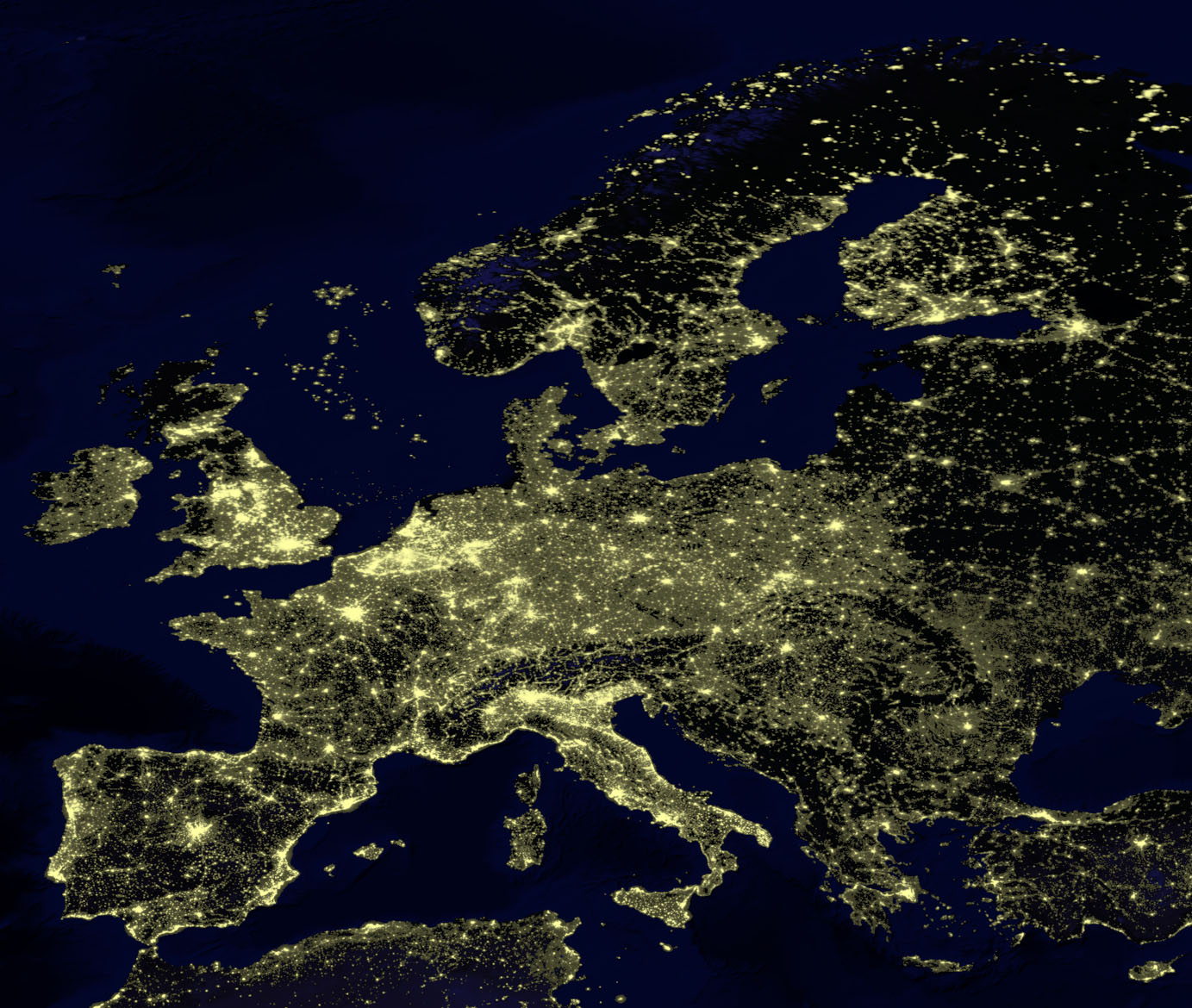
Vue satellite de nuit de l'Europe en 2002.

Le secteur de l'électricité en Europe se caractérise par la part importante des énergies dé-carbonées dans la production d'électricité : elles ont couvert 62,9 % de la consommation brute d'électricité de l'Union européenne en 2020. Les énergies renouvelables ont assuré 37,5 % de la production électrique de l'Union européenne (contre 15,9 % en 2004) et couvert 38,6 % de la consommation et le nucléaire 24,4 % ; les combustibles fossiles couvrent encore 35,7 % de la demande en 2020 (charbon : 13,9 %, gaz naturel : 20,3 %).
L'électricité couvre 23,1 % de la consommation finale d'énergie de l'Union européenne en 2019. La consommation annuelle d'électricité par habitant atteint 6 107 kWh en 2019, supérieure de 87 % à la consommation moyenne mondiale.
L'Europe est aussi caractérisée par un haut niveau d'interconnexion. Pour des raisons historiques, le réseau électrique européen a été principalement construit sur des bases nationales, ou locales. Mais, dès l'après-guerre, l'un des premiers actes de reconstruction des pays européens fut d'interconnecter leurs réseaux nationaux, selon le principe de solidarité énergétique, permettant la complémentarité des  réseaux et des différentes sources de production.
C'est sur cette base d'interconnexion que l'Union européenne a décidé de construire un marché intérieur de l'énergie, dont les prémices furent à la fois la Communauté européenne du charbon et de l'acier en 1952, le traité Euratom en 1957, et en premier lieu la déclaration de Messine en 1955 où les ministres se sont mis d’accord sur un objectif « d’établissement d’un réseau européen [...] de lignes électrifiées » et « sur la mise à la disposition des économies européennes d’énergie plus abondante à meilleur marché ».

## Histoire
En Europe, l'électricité s'est d'abord développée sous la forme de la production hydroélectrique dans les régions de montagne, mais aussi de centrales à charbon dans les régions européennes dotées de cette ressource naturelle.

## Production d'électricité

### Production totale d'électricité
Le rapport European Electricity Review du cercle de réflexion Ember annonce qu'en 2024, dans l'Union européenne, la production d'électricité à partir de l'énergie solaire a dépassé celle des centrales à charbon ; la production à partir de gaz naturel a diminué pour la cinquième année consécutive. La part des énergies renouvelables atteint 47,4 % (éolien : 17,4 %, hydroélectricité : 13,2 %, solaire : 11,1 %, autres : 5,8 %), celle des combustibles fossiles tombe à 28 9 % (gaz naturel : 15,7 %, charbon : 9,8 %, autres : 3,4 %) et celle du nucléaire 23,7 %.
| Pays                                    | 1990  | 2000  | 2010  | 2015  | 2016  | 2017  | 2018  | 2019  | 2020  | % 2020 | var.1990-2020 |
| --------------------------------------- | ----- | ----- | ----- | ----- | ----- | ----- | ----- | ----- | ----- | ------ | ------------- |
| Total EU-27                             | 2 275 | 2 659 | 2 985 | 2 907 | 2 928 | 2 961 | 2 943 | 2 907 | 2 786 | 100 %  | +22,5 %       |
| Allemagne                               | 550   | 577   | 633   | 648   | 650   | 654   | 640   | 607   | 573   | 20,6 % | +4 %          |
| France                                  | 421   | 540   | 569   | 580   | 564   | 562   | 582   | 571   | 532   | 19,1 % | +26 %         |
| Italie                                  | 217   | 277   | 302   | 283   | 290   | 296   | 290   | 294   | 281   | 10,1 % | +29 %         |
| Espagne                                 | 152   | 224   | 302   | 281   | 275   | 276   | 274   | 273   | 263   | 9,5 %  | +73 %         |
| Suède                                   | 147   | 145   | 149   | 162   | 156   | 164   | 163   | 168   | 164   | 5,9 %  | +12 %         |
| Pologne                                 | 136   | 145   | 158   | 165   | 167   | 170   | 170   | 164   | 158   | 5,7 %  | +16 %         |
| Pays-Bas                                | 72    | 90    | 119   | 110   | 115   | 117   | 114   | 121   | 124   | 4,4 %  | +72 %         |
| Belgique                                | 71    | 84    | 95    | 70    | 86    | 87    | 75    | 94    | 89    | 3,2 %  | +25 %         |
| République tchèque                      | 63    | 73    | 86    | 84    | 83    | 87    | 88    | 87    | 82    | 2,9 %  | +30 %         |
| Autriche                                | 50    | 61    | 71    | 65    | 68    | 71    | 69    | 74    | 73    | 2,6 %  | +46 %         |
| Finlande                                | 54    | 70    | 81    | 69    | 69    | 68    | 70    | 69    | 69    | 2,5 %  | +28 %         |
| Roumanie                                | 64    | 52    | 61    | 66    | 65    | 64    | 65    | 60    | 56    | 2,0 %  | -12 %         |
| Portugal                                | 29    | 44    | 54    | 52    | 60    | 59    | 60    | 53    | 53    | 1,9 %  | +83 %         |
| Grèce                                   | 35    | 54    | 57    | 52    | 54    | 55    | 53    | 49    | 48    | 1,7 %  | +37 %         |
| Bulgarie                                | 42    | 41    | 47    | 49    | 45    | 46    | 47    | 44    | 41    | 1,5 %  | -2 %          |
| Hongrie                                 | 28    | 35    | 37    | 30    | 32    | 33    | 32    | 34    | 35    | 1,3 %  | +25 %         |
| Irlande                                 | 15    | 24    | 28    | 28    | 31    | 31    | 31    | 31    | 32    | 1,2 %  | +113 %        |
| Danemark                                | 26    | 36    | 39    | 29    | 31    | 31    | 30    | 30    | 29    | 1,0 %  | +12 %         |
| Slovaquie                               | 26    | 31    | 28    | 27    | 27    | 28    | 27    | 28    | 29    | 1,0 %  | +12 %         |
| Slovénie                                | 12    | 14    | 16    | 15    | 16    | 16    | 16    | 16    | 17    | 0,6 %  | +42 %         |
| Croatie                                 | 9     | 11    | 15    | 11    | 13    | 12    | 14    | 13    | 13    | 0,5 %  | +44 %         |
| Estonie                                 | 17    | 9     | 13    | 10    | 12    | 13    | 12    | 8     | 6     | 0,2 %  | -65 %         |
| Lettonie                                | 7     | 4     | 7     | 6     | 6     | 8     | 7     | 6     | 6     | 0,2 %  | -14 %         |
| Lituanie                                | 28    | 11    | 6     | 5     | 4     | 4     | 4     | 4     | 5,5   | 0,2 %  | -80 %         |
| Chypre                                  | 2     | 3     | 5     | 5     | 5     | 5     | 5     | 5     | 5     | 0,2 %  | +150 %        |
| Luxembourg                              | 1,4   | 1,2   | 4,6   | 2,8   | 2,2   | 2,2   | 2,2   | 1,9   | 2,2   | 0,08 % | +57 %         |
| Malte                                   | 1,1   | 1,9   | 2,1   | 1,3   | 0,9   | 1,7   | 2,0   | 2,1   | 2,1   | 0,08 % | +91 %         |
| Autres pays européens et pays voisins : |       |       |       |       |       |       |       |       |       |        |               |
| Russie                                  | 1 082 | 878   | 1 038 | 1 068 | 1 091 | 1 094 | 1 115 | 1 121 | 1 085 |        | +0,3 %        |
| Royaume-Uni                             | 320   | 377   | 382   | 338   | 339   | 338   | 333   | 323   | 313   |        | -2 %          |
| Turquie                                 | 58    | 125   | 211   | 262   | 274   | 297   | 305   | 304   | 307   |        | +429 %        |
| Ukraine                                 | 299   | 171   | 188   | 164   | 165   | 156   | 160   | 154   | 148   |        | -51 %         |
| Norvège                                 | 122   | 143   | 124   | 145   | 149   | 149   | 147   | 135   | 154   |        | +26 %         |
| Suisse                                  | 56    | 68    | 68    | 68    | 63    | 63    | 69    | 73    | 71,5  |        | +28 %         |
| Serbie                                  | 40    | 32    | 38    | 38    | 39    | 37    | 37    | 38    | 38    |        | -5 %          |
| Islande                                 | 5     | 8     | 17    | 19    | 19    | 19    | 20    | 19    | 19    |        | +280 %        |
| Albanie                                 | 3     | 5     | 8     | 5,9   | 7,8   | 4,5   | 8,6   | 5,2   | 5,3   |        | +77 %         |
| Source : Eurostat                       |       |       |       |       |       |       |       |       |       |        |               |

Les productions des pays à part élevée d'hydroélectricité (Norvège, Suède, Suisse, Autriche, Croatie...) fluctuent fortement en fonction des précipitations.

### Taux de décarbonation de la consommation d'électricité
La part des énergies décarbonées (énergies renouvelables et nucléaire) dans la consommation brute d'électricité (ou taux de décarbonation de la consommation électrique) varie fortement selon le pays :
| Pays | % fossiles | % import* | % décarbon. | % nucléaire | % renouv. | % hydro. | % éolien | % solaire | % biom.-déch. |
| --- | ---------- | --------- | ----------- | ----------- | --------- | -------- | -------- | --------- | ------------- |
| Total UE-27 | 36,0 %     | 0,3 %     | 62,8 %      | 25,1 %      | 37,8 %    | 12,8 %   | 13,3 %   | 5,6 %     | 5,8 %         |
| Suède | 0,9 %      | -17,5 %   | 115,4 %     | 36,2 %      | 79,2 %    | 50,6 %   | 18,6 %   | 1,0 %     | 8,9 %         |
| France | 9,1 %      | -8,8 %    | 99,2 %      | 74,3 %      | 24,8 %    | 12,5 %   | 7,2 %    | 3,1 %     | 1,9 %         |
| Belgique | 26,7 %     | -8,5 %    | 79,9 %      | 54,4 %      | 25,6 %    | 1,5 %    | 13,0 %   | 6,1 %     | 5,1 %         |
| Slovaquie | 22,7 %     | 2,5 %     | 74,1 %      | 51,1 %      | 23,0 %    | 14,8 %   | 0,02 %   | 2,2 %     | 6,0 %         |
| Autriche | 17,2 %     | 9,6 %     | 72,2 %      | -           | 72,2 %    | 54,3 %   | 8,6 %    | 3,6 %     | 5,7 %         |
| Croatie | 23,9 %     | 5,8 %     | 70,3 %      | 14,9 %      | 55,5 %    | 37,7 %   | 10,8 %   | 0,8 %     | 5,7 %         |
| Bulgarie | 52,8 %     | -22,6 %   | 69,7 %      | 42,5 %      | 27,2 %    | 13,1 %   | 3,7 %    | 3,8 %     | 6,7 %         |
| Danemark | 16,2 %     | 12,8 %    | 68,8 %      | -           | 68,8 %    | 0,04 %   | 42,3 %   | 3,5 %     | 23,0 %        |
| Finlande | 10,7 %     | 19,8 %    | 68,7 %      | 26,3 %      | 42,5 %    | 17,6 %   | 9,5 %    | 0,3 %     | 15,1 %        |
| Espagne | 31,8 %     | 0,3 %     | 67,4 %      | 20,6 %      | 46,9 %    | 11,9 %   | 22,6 %   | 9,8 %     | 2,5 %         |
| Roumanie | 34,9 %     | 3,6 %     | 61,6 %      | 18,3 %      | 43,3 %    | 28,8 %   | 10,7 %   | 2,8 %     | 1,1 %         |
| Portugal | 31,6 %     | 8,5 %     | 59,4 %      | -           | 59,4 %    | 24,1 %   | 23,7 %   | 4,0 %     | 7,2 %         |
| République tchèque | 57,0 %     | -15,0 %   | 57,6 %      | 41,5 %      | 16,1 %    | 4,9 %    | 0,8 %    | 3,1 %     | 7,3 %         |
| Slovénie | 28,4 %     | 16,6 %    | 55,0 %      | 18,3 %      | 36,7 %    | 32,0 %   | 0,04 %   | 2,9 %     | 1,8 %         |
| Allemagne | 48,2 %     | -3,3 %    | 53,6 %      | 12,1 %      | 41,4 %    | 4,4 %    | 20,1 %   | 8,7 %     | 8,2 %         |
| Lettonie | 27,9 %     | 23,3 %    | 48,8 %      | -           | 48,8 %    | 35,5 %   | 1,9 %    | 0,1 %     | 11,3 %        |
| Hongrie | 26,2 %     | 26,1 %    | 46,9 %      | 32,7 %      | 14,1 %    | 0,4 %    | 1,4 %    | 7,8 %     | 4,6 %         |
| Grèce | 55,6 %     | 6,3 %     | 38,0 %      | -           | 38,0 %    | 10,2 %   | 18,0 %   | 9,0 %     | 0,9 %         |
| Pays-Bas | 61,5 %     | 0,2 %     | 36,2 %      | 3,1 %       | 33,1 %    | 0,1 %    | 14,7 %   | 9,4 %     | 8,9 %         |
| Italie | 50,5 %     | 12,9 %    | 35,7 %      | -           | 35,7 %    | 14,3 %   | 6,3 %    | 7,5 %     | 5,7 %         |
| Irlande | 58,7 %     | 4,7 %     | 35,6 %      | -           | 35,6 %    | 3,1 %    | 29,2 %   | 0,3 %     | 3,0 %         |
| Estonie | 43,1 %     | 26,7 %    | 29,3 %      | -           | 29,3 %    | 0,2 %    | 7,5 %    | 3,6 %     | 18,0 %        |
| Lituanie | 9,3 %      | 64,0 %    | 26,7 %      | -           | 26,7 %    | 8,8 %    | 10,9 %   | 1,5 %     | 5,5 %         |
| Luxembourg | 2,2 %      | 72,1 %    | 24,8 %      | -           | 24,8 %    | 13,7 %   | 4,0 %    | 2,3 %     | 4,9 %         |
| Pologne | 81,8 %     | 0,5 %     | 17,4 %      | -           | 17,4 %    | 1,7 %    | 9,0 %    | 2,2 %     | 4,5 %         |
| Chypre | 84,9 %     | -         | 15,1 %      | -           | 15,1 %    | -        | 4,8 %    | 9,1 %     | 1,2 %         |
| Autres pays européens et pays voisins : |            |           |             |             |           |          |          |           |               |
| Norvège | 0,6 %      | -12,5 %   | 111,5 %     | -           | 111,5 %   | 102,8 %  | 8,4 %    | 0,1 %     | 0,2 %         |
| Islande | 0,01 %     | -         | 99,99 %     | -           | 99,99 %   | 70,4 %   | 0,03 %   | -         | -             |
| Suisse | 0,8 %      | 3,5 %     | 93,9 %      | 28,3 %      | 65,7 %    | 58,3 %   | 0,2 %    | 4,2 %     | 3,0 %         |
| Ukraine | 32,8 %     | -1,3 %    | 68,4 %      | 55,3 %      | 13,1 %    | 6,6 %    | 1,8 %    | 4,2 %     | 0,5 %         |
| Royaume-Uni | 39,9 %     | 7,4 %     | 51,2 %      | 13,8 %      | 37,4 %    | 2,2 %    | 19,5 %   | 3,7 %     | 12,0 %        |
| Russie | 60,4 %     | -1,0 %    | 39,2 %      | 19,6 %      | 19,5 %    | 19,0 %   | 0,3 %    | 0,2 %     | -             |
| Turquie | 57,7 %     | -0,2 %    | 35,6 %      | -           | 35,6 %    | 16,8 %   | 9,4 %    | 4,2 %     | 1,9 %         |
| Serbie | 73,0 %     | -2,5 %    | 34,3 %      | -           | 34,3 %    | 30,8 %   | 2,8 %    | 0,04 %    | 0,6 %         |
| Source : Agence internationale de l'énergie. * % import = part du solde importateur dans la consommation brute d'électricité. % biom. - déch. = part biomasse + déchets renouvelables. |            |           |             |             |           |          |          |           |               |

En Italie, la géothermie couvre 1,8 % de la consommation d'électricité en 2021, en Islande 29,6 % et en Turquie 3,2 %.
Quinze pays sur vingt-sept (et vingt avec les pays voisins) dépassent le seuil de 50 % d'énergies décarbonées. Le taux de décarbonation étant ici calculé en pourcentage de la consommation et non de la production, on obtient des taux supérieurs à 100 % dans les pays exportateurs (Suède, Norvège, Suisse) ; à l'inverse, pour les pays largement importateurs (Luxembourg, Lituanie, Estonie, Danemark, Italie, etc.), le total de l'énergie fossile et de l'énergie décarbonée est très inférieur à 100 %. La production hydroélectrique n'est pas totalement renouvelable : celle des centrales de pompage-turbinage n'entre pas dans la production renouvelable.
Le rapport d'EMBER Climate sur l'électricité européenne en 2023 note qu'en 2000, 77 % de l’électricité était produite par des centrales thermiques (charbon, gaz, nucléaire), dont 31 % par du charbon, alors qu'en 2023, les centrales thermiques ne représentent plus que 52 % pour une production totale à peu près équivalente. L'écart est comblé par l'éolien et le solaire photovoltaïque, dont la part est passée de moins de 1 % en 2000 à 27 % en 2023. Les EnR (énergies renouvelables hors hydroélectrique) ont compensé en pourcentage la forte diminution de la part du charbon et de celle du nucléaire (de 33 % en 2000 à 23 % en 2023). En 2023 la part de production par l'éolien et le solaire dépasse le charbon, le nucléaire l'hydroélectricité et  le gaz  et devient ainsi la première source d’électricité en Europe. L'éolien seul dépasse le gaz, le charbon et l’hydroélectricité.

### Émissions de dioxyde de carbone
Une étude de PwC publiée en février 2020 établit le classement selon les émissions de dioxyde de carbone (CO2) des 24 plus grands groupes européens du secteur électrique, qui totalisent plus de la moitié de la production d'électricité européenne. En 2018, ils ont réduit leurs émissions de 6,2 %, et depuis 2001, de 19 %. Les trois plus gros émetteurs de CO2 en volume sont l'allemand RWE (118 Mt de CO2, en baisse de 10 % en un an), le groupe tchèque EPH (76 Mt) et le polonais PGE (70 Mt). Le classement selon le facteur carbone (émissions de CO2 par mégawattheure (MWh) d'électricité produite) donne les premières places aux entreprises dont le parc est surtout composé de centrales à charbon : le grec PPC : 1 077 kg de CO2 par MWh, suivi par PGE : 1 071 kg/MWh, EPH : 723 kg/MWh, PWE : 690 kg/MWh, etc ; les derniers du classement sont les entreprises produisant presque exclusivement de l'hydroélectricité : le norvégien Statkraft : 9 kg/MWh, le finlandais Fortum : 26 kg/MWh et l'autrichien Verbund : 33 kg/MWh, suivis par EDF : 54 kg/MWh grâce à ses centrales nucléaires et hydroélectriques ; Engie se situe dans la moyenne : 293 kg/MWh.

### Sécurité d'approvisionnement
La fédération allemande des entreprises de l’énergie BDEW a publié en août 2018 une analyse sur l'évolution des moyens de production pilotables en Europe, qui souligne la tendance des pays européens à réduire les capacités des centrales thermiques (nucléaire et charbon) concomitamment au développement des énergies renouvelables intermittentes ; cette réduction des moyens de production pilotables amoindrit les possibilités de secours inter-frontaliers lors des situations de pointe en cas de vagues de froid, remettant ainsi en question la garantie de la sécurité d’approvisionnement. Dans son livre vert de 2014, le ministère fédéral de l'Économie et de l'Énergie (BMWi) partait de l'hypothèse que des surcapacités de l'ordre de 60 GW de moyens pilotables seraient disponibles sur le marché de l'électricité en Europe ; en réalité, les surcapacités de moyens pilotables en Allemagne et dans les pays limitrophes sont déjà plus basses d'un facteur trois à quatre (15 à 23 GW) et les fermetures programmées la feront disparaître rapidement : le service scientifique interne de la Commission européenne, le Centre commun de recherche prévoit d'ici 2025 une réduction de la capacité des centrales à charbon dans l’UE-28 de 150 GW actuellement à 105 GW. À l'horizon 2030, une nouvelle baisse de capacité à 55 GW est attendue. Cela correspond à une réduction de 63 % par rapport à la situation actuelle. L'arrêt de centrales à charbon est certainement bénéfique pour la réduction des émissions de CO2 mais, en absence de solutions de stockage massif d'énergie, les moyens pilotables adéquats sont indispensables pour suppléer aux carences des énergies renouvelables intermittentes lors des épisodes prolongés de production éolienne et solaire quasi nulle, combinée à une demande d'électricité accrue de fin d'automne ou en hiver.
L'institut France Stratégie publie en janvier 2021 une note d'analyse qui alerte sur la baisse des capacités de production pilotables en Europe : d'ici à 2030-2035, plus de 110 GW de puissance pilotable seront retirés du réseau européen, dont 23 GW de nucléaire, 70 GW de charbon/lignite et 10 GW de gaz et fioul. En France, à l'horizon 2030, la demande d'électricité à la pointe sera plus élevée que la capacité de production pilotable ; en Allemagne et en Belgique, ce phénomène commence dès 2025 et en Grande-Bretagne c'est d'ores et déjà le cas. D'où la nécessité de mieux coordonner les transitions énergétiques dans les différents pays d'Europe pour éviter les risques de black-out,.
Du fait de la sortie du nucléaire en Allemagne, en Belgique et en Espagne, des fermetures de centrales à charbon un peu partout en Europe, des retards fréquents dans l'essor des renouvelables, la sécurité d'approvisionnement pourrait être mise en péril. Un rapport du cabinet McKinsey estime que la production d'électricité nucléaire de l'Union européenne va baisser de 23 % d'ici à 2035, celle des centrales au charbon de 78 % et celle des centrales au lignite de 64 %. Ce déclin des capacités flexibles et pilotables, dont la production est indépendante de la météo, fera croître la part des énergies intermittentes dans le mix électrique européen de 35 % en 2021 à 60 % en 2035. De plus, l'électrification des usages, directe ou indirecte dans le cas de l'hydrogène, fera progresser la demande dans des proportions massives. Certains pays comptent, à côté d'un formidable développement des renouvelables, sur des importations d'électricité plus importantes en provenance de leurs voisins. C'est particulièrement vrai pour l'Allemagne, dont les capacités d'interconnexion avec les pays frontaliers pourraient augmenter de 50 % d'ici à la fin de la décennie. La France est aujourd'hui exportatrice nette, elle n'importe de l'électricité que 1 % du temps, selon le RTE, mais RTE prévoit 10 GW de capacités d'importation supplémentaires d'ici à 2030. Or la météo dans ces pays très proches est similaire : quand il fait froid et qu'il n'y a pas de vent, c'est le cas régulièrement dans toute l'Europe du Nord-Ouest.

### Thermique fossile
En 2021, la production thermique fossile couvrait 36,0 % de la consommation en moyenne, mais 81,8 % en Pologne, 61,5 % aux Pays-Bas, 57,0 % en Tchéquie, 50,5 % en Italie et 48,2 % en Allemagne ; en France cette part était de 9,1 % et en Suède de 0,9 %.
En Europe ainsi qu'aux États-Unis et en Australie, les banquiers d'affaires croulent en 2015 sous les dossiers de vente de vieilles centrales électriques au charbon, à gaz ou même nucléaires. Engie, qui revendiquait moins de cinq ans auparavant le rang de premier producteur indépendant d'électricité dans le monde, s'apprête à céder ses centrales à gaz aux États-Unis et, plus généralement, toutes ses centrales thermiques sans contrat d'achat dans les économies matures. Durant l'été 2015, EDF a lancé une revue stratégique de ses actifs fossiles en Europe continentale, qui doit conduire à des cessions. Les allemands E.ON et RWE ont annoncé leur intention de séparer les énergies vertes, les réseaux et les services des activités traditionnelles.
À la veille de la COP24, en décembre 2018, dix pays de l'Union européenne ont annoncé qu'ils sortiraient totalement du charbon avant 2030, dont la Grande-Bretagne, la France, l'Italie, les Pays-Bas et les pays scandinaves. Selon l'Agence internationale de l'énergie (AIE), la production européenne d'électricité à base de charbon devrait reculer de plus de 2 % par an en moyenne au cours des cinq prochaines années. Aux Pays-Bas, le désengagement sera difficile, car le pays compte trois centrales très récentes et efficaces. La sortie du charbon est encore en débat dans d'autres pays comme l'Espagne, la Croatie, la Slovaquie, etc ; la Hongrie vient d'annoncer un projet, sans toutefois établir une feuille de route précise. Les gros points noirs restent l'Allemagne et la Pologne : avec 45,6 GW de centrales à charbon, l' Allemagne représente à elle seule plus du tiers des capacités installées de l'Union européenne ; le gouvernement d'Angela Merkel a mis en place une commission qui doit déterminer, début 2019, un calendrier pour sortir du charbon, mais la sortie du charbon est problématique car elle touche aussi à la question de la sécurité énergétique, du fait que l'Allemagne a fait le pari du renoncement au nucléaire. En Pologne, les 28,8 GW de centrales à charbon assurent encore 80 % de la production d'électricité, et plusieurs nouvelles centrales sont en cours de mise en service pour rajeunir un parc vieillissant ; la Pologne veut limiter au maximum ses importations de gaz de Russie.

#### Production d'électricité à partir de charbon
Le Centre commun de recherche de la Commission européenne a publié le 30 juillet 2018 un rapport sur le secteur charbonnier européen : la part du charbon dans la consommation intérieure brute d'énergie de l'Union européenne est de 16 % en 2016 et sa part dans la production d'électricité de 24 % ; six pays dépendent du charbon pour au moins 20 % de leur consommation d'énergie. L'Union européenne compte 128 mines de charbon dans 12 états membres, avec une production totale d'environ 500 Mt (millions de tonnes), et 207 centrales électriques au charbon totalisant une puissance de 150 GW. L'âge moyen des centrales au charbon est de 35 ans. Les unités en cours de construction totalisent 6 725 MW, dont 4 465 MW en Pologne, 1 100 MW en Allemagne, 660 MW en Grèce et 500 MW en Croatie. Mais les fermetures l'emporteront largement : selon les prévisions d'ENTSO-E, la puissance totale des centrales au charbon devrait chuter de 150 GW en 2016 à 105 GW en 2025 et 55 GW en 2030. La Pologne fermerait 33 % de ses capacités d'ici 2025 et 72 % d'ici 2030, l'Allemagne 27 % et 49 %, le Royaume-Uni 70 % et 100 %. Sur 21 pays disposant de centrales au charbon, 9 prévoient de les fermer toutes d'ici 2030, et ces prévisions sont très conservatrices, car plusieurs pays, dont la France et l'Italie, ont prévu récemment des fermetures beaucoup plus rapides.
En 2021, la production d'électricité à partir de charbon a augmenté en Europe pour la première fois depuis 2011. En hausse de 18 %, elle a atteint 579 TWh, contre 470 TWh en 2020. Entre 2019 et 2021, elle s'est accrue de 7 % en Pologne et, en France, où la production nucléaire est en forte baisse, elle a progressé de 2 TWh. Ce phénomène, causé par la flambée des prix du gaz qui rend le charbon plus attractif, risque de s'amplifier en 2022 : la production d'électricité à base de charbon a crû de 51 % en Europe au cours de la première semaine du mois de mars 2022, quelques jours après l'attaque de l'armée russe en Ukraine. Au Royaume-Uni, les pouvoirs publics envisagent de décaler la date de fermeture de la centrale à charbon de West Burton A, censée cesser sa production fin septembre, et l'Italie envisage un scénario similaire.  En Allemagne, RWE a augmenté de 25 % en 2021 sa production d'électricité au charbon. Globalement, le lignite et la houille ont couvert outre-Rhin 30 % de la demande d'électricité en 2021. Le gouvernement examine la possibilité de relancer les centrales à charbon mises en veille.
En mars 2022, à la suite de l'invasion de l'Ukraine par la Russie, le prix du charbon atteint un record historique à plus de 400 $ par tonne. La dépendance de l'Europe à la Russie est bien moindre pour le charbon que pour le gaz. Bien que 70 % du charbon utilisé par les centrales électriques européennes provient de la Russie, ces importations ne représentent que 10 % de l'approvisionnement total, dont 80 % est assuré par des mines européennes, situées surtout en Pologne ou en Allemagne. Le charbon russe pourrait toutefois s'avérer très difficile à remplacer : les centrales qui utilisent ce type de charbon de bonne qualité ne peuvent pas basculer vers du charbon de moindre qualité ; environ 10 % des centrales à charbon européennes sont concernées.
| Pays | 1990    | 2000  | 2010  | 2015  | 2016  | 2017  | 2018  | 2019  | 2020  | % UE* en 2020 | % pays** en 2020 |
| --- | ------- | ----- | ----- | ----- | ----- | ----- | ----- | ----- | ----- | ------------- | ---------------- |
| Total EU-28 | 1 050,3 | 967,8 | 863,6 | 828,0 | 737,5 | 710,0 | 660,2 | 498,3 | 392,8 |               | 12,7 %           |
| Total EU-27 | 843,9   | 845,5 | 754,9 | 751,0 | 706,1 | 686,7 | 642,6 | 490,6 | 386,6 | 100 %         | 13,9 %           |
| Allemagne | 321,6   | 304,2 | 273,5 | 283,7 | 273,2 | 252,8 | 239,0 | 181,8 | 148,2 | 38,3 %        | 25,5 %           |
| Pologne | 131,0   | 137,9 | 138,4 | 133,0 | 132,9 | 133,4 | 133,0 | 120,5 | 109,4 | 28,3 %        | 69,3 %           |
| République tchèque | 47,6    | 55,0  | 49,7  | 43,8  | 44,6  | 43,9  | 43,6  | 39,4  | 32,7  | 8,5 %         | 40,1 %           |
| Bulgarie | 21,2    | 17,2  | 22,6  | 22,5  | 19,4  | 20,9  | 18,7  | 17,2  | 13,5  | 3,5 %         | 33,2 %           |
| Italie | 35,8    | 30,5  | 44,4  | 45,4  | 38,4  | 35,1  | 31,0  | 21,3  | 13,1  | 3,4 %         | 4,6 %            |
| Pays-Bas | 27,5    | 27,1  | 25,8  | 42,5  | 39,5  | 34,0  | 30,3  | 20,1  | 10,1  | 2,6 %         | 8,2 %            |
| Roumanie | 18,5    | 19,3  | 20,7  | 18,2  | 16,0  | 16,9  | 15,8  | 13,7  | 9,6   | 2,5 %         | 17,1 %           |
| Espagne | 60,7    | 80,9  | 26,3  | 52,7  | 37,5  | 46,3  | 38,7  | 14,0  | 6,0   | 1,6 %         | 2,3 %            |
| Grèce | 25,2    | 34,3  | 30,8  | 22,1  | 18,9  | 18,8  | 17,2  | 12,1  | 6,0   | 1,6 %         | 12,9 %           |
| Finlande | 12,8    | 13,1  | 21,4  | 8,8   | 10,5  | 9,2   | 10,1  | 8,0   | 5,5   | 1,4 %         | 8,0 %            |
| France | 35,4    | 30,9  | 26,3  | 14,5  | 12,4  | 15,2  | 10,6  | 6,5   | 5,1   | 1,3 %         | 1,0 %            |
| Slovénie | 3,9     | 4,6   | 5,3   | 4,4   | 5,0   | 4,8   | 4,6   | 4,5   | 4,4   | 1,1 %         | 25,4 %           |
| Hongrie | 8,7     | 9,7   | 6,4   | 5,9   | 5,8   | 5,1   | 4,8   | 4,2   | 3,8   | 1,0 %         | 11,0 %           |
| Danemark | 11,1    | 16,7  | 17,0  | 7,1   | 8,9   | 6,2   | 6,6   | 3,3   | 3,1   | 0,8 %         | 10,7 %           |
| Estonie | 14,8    | 7,8   | 11,6  | 8,6   | 10,2  | 10,8  | 10,1  | 5,3   | 3,0   | 0,8 %         | 53,0 %           |
| Portugal | 9,1     | 14,7  | 7,1   | 14,7  | 12,6  | 14,7  | 12,0  | 5,5   | 2,4   | 0,6 %         | 4,4 %            |
| Autriche | 7,0     | 6,7   | 6,7   | 5,1   | 4,0   | 3,9   | 3,6   | 3,4   | 2,4   | 0,6 %         | 3,2 %            |
| Slovaquie | 8,1     | 6,1   | 4,1   | 3,3   | 3,3   | 3,5   | 3,6   | 2,7   | 2,1   | 0,5 %         | 7,4 %            |
| Belgique | 19,9    | 16,0  | 6,0   | 4,2   | 2,6   | 2,4   | 2,3   | 2,5   | 1,8   | 0,5 %         | 2,1 %            |
| Suède | 1,6     | 2,5   | 2,7   | 1,3   | 1,1   | 1,2   | 1,4   | 1,2   | 1,8   | 0,5 %         | 1,1 %            |
| Irlande | 8,2     | 8,6   | 5,7   | 7,4   | 7,0   | 5,8   | 4,2   | 2,4   | 1,6   | 0,4 %         | 5,0 %            |
| Croatie | 0,7     | 1,6   | 2,4   | 2,3   | 2,6   | 1,4   | 1,5   | 1,6   | 1,2   | 0,3 %         | 9,1 %            |
| Autres pays européens ou voisins : |         |       |       |       |       |       |       |       |       |               |                  |
| Royaume-Uni | 206,4   | 122,3 | 108,7 | 77,0  | 31,4  | 23,3  | 17,6  | 7,7   | 6,2   |               | 2,0 %            |
| Turquie | 20,2    | 38,2  | 55,0  | 76,2  | 92,3  | 97,5  | 113,2 | 113,2 | 106,3 |               | 34,8 %           |
| Serbie | 28,3    | 21,4  | 25,1  | 27,2  | 27,3  | 26,6  | 25,1  | 25,7  | 26,5  |               | 69,7 %           |
| Ukraine | 114,0   | 51,5  | 69,5  | 56,1  | 61,2  | 49,3  | 49,0  | 45,4  | 42,9  |               | 30,1 %           |
| Russie | 157,0   | 175,6 | 166,1 | 158,5 | 171,4 | 174,8 | 177,9 | 188,3 | 175,8 |               | 16,2 %           |
| Source : Agence internationale de l'énergie. * : part du pays dans la production d'électricité au charbon de l'UE-27. ** part du charbon dans la production électrique du pays. |         |       |       |       |       |       |       |       |       |               |                  |

NB : les cinq pays membres de l'UE ne figurant pas dans le tableau ci-dessus (Chypre, Lettonie, Lituanie, Luxembourg, Malte) n'ont pas utilisé de charbon pour produire leur électricité en 2020. De même, la Suisse n'utilise pas le charbon.
Le terme « charbon » s'entend ici dans son acception la plus large : il inclut le lignite (Allemagne : 18,6 % de la production d'électricité du pays en 2019 contre 9,3 % de charbon proprement dit ; également très important en Pologne, République tchèque, Bulgarie, Roumanie, Turquie, Serbie), la tourbe (Irlande) et le schiste bitumineux exploité en Estonie (plus de 80 % de la production d'électricité).

#### Production d'électricité à partir de gaz naturel
| Pays | 1990  | 2000  | 2010  | 2015  | 2016  | 2017  | 2018  | 2019  | 2020   | % UE 2020* | % pays 2020** |
| --- | ----- | ----- | ----- | ----- | ----- | ----- | ----- | ----- | ------ | ---------- | ------------- |
| Total EU-28 | 192,6 | 479,6 | 765,8 | 496,2 | 609,7 | 662,0 | 622,1 | 699,9 | 680,6  |            | 21,9 %        |
| Total EU-27 | 187,6 | 331,5 | 590,1 | 396,3 | 466,3 | 525,3 | 490,6 | 569,3 | 566,5  | 100 %      | 20,3 %        |
| Italie | 39,7  | 101,4 | 152,7 | 110,9 | 126,1 | 140,3 | 128,5 | 141,7 | 137,6  | 24,3 %     | 48,9 %        |
| Allemagne | 40,5  | 52,5  | 90,4  | 63,0  | 82,3  | 87,7  | 83,4  | 90,8  | 99,6   | 17,6 %     | 17,1 %        |
| Pays-Bas | 36,6  | 51,5  | 75,3  | 45,8  | 52,6  | 57,9  | 57,5  | 70,5  | 72,4   | 12,8 %     | 59,1 %        |
| Espagne | 1,5   | 20,2  | 94,9  | 52,5  | 52,8  | 64,0  | 58,0  | 83,7  | 69,4   | 12,3 %     | 26,5 %        |
| France | 3,0   | 11,5  | 23,8  | 21,1  | 35,0  | 40,5  | 30,6  | 39,3  | 35,2   | 6,2 %      | 6,6 %         |
| Belgique | 5,4   | 16,0  | 31,4  | 22,0  | 22,1  | 23,0  | 24,0  | 25,5  | 26,5   | 4,7 %      | 29,8 %        |
| Portugal | 0     | 7,1   | 14,9  | 10,6  | 12,6  | 18,9  | 15,6  | 17,3  | 18,0   | 3,2 %      | 33,5 %        |
| Grèce | 0,1   | 5,9   | 9,8   | 9,1   | 14,9  | 17,1  | 14,1  | 14,5  | 18,0   | 3,2 %      | 38,9 %        |
| Pologne | 0,1   | 0,9   | 4,8   | 6,4   | 7,9   | 10,0  | 12,6  | 14,8  | 16,8   | 3,0 %      | 10,6 %        |
| Irlande | 3,9   | 9,3   | 18,1  | 12,4  | 15,3  | 15,7  | 16,0  | 15,9  | 16,2   | 2,9 %      | 50,3 %        |
| Roumanie | 22,6  | 9,0   | 7,3   | 9,4   | 9,7   | 10,7  | 10,5  | 9,0   | 10,0   | 1,8 %      | 17,9 %        |
| Autriche | 7,7   | 7,9   | 14,4  | 7,7   | 8,5   | 10,9  | 9,9   | 11,6  | 10,0   | 1,8 %      | 13,7 %        |
| Hongrie | 4,5   | 6,6   | 11,6  | 5,1   | 6,5   | 7,8   | 7,3   | 8,6   | 9,1    | 1,6 %      | 26,0 %        |
| République tchèque | 0,4   | 1,7   | 1,4   | 2,3   | 3,7   | 3,7   | 3,7   | 5,8   | 6,8    | 1,2 %      | 8,4 %         |
| Finlande | 4,7   | 10,1  | 11,3  | 5,2   | 3,7   | 3,3   | 4,2   | 3,9   | 3,7    | 0,7 %      | 5,4 %         |
| Slovaquie | 1,8   | 3,3   | 2,2   | 1,6   | 1,5   | 1,7   | 1,9   | 3,1   | 3,6    | 0,6 %      | 12,7 %        |
| Croatie | 1,4   | 1,6   | 2,6   | 1,2   | 1,6   | 3,1   | 2,2   | 2,6   | 3,4    | 0,6 %      | 25,6 %        |
| Bulgarie | 3,2   | 1,9   | 2,0   | 1,9   | 2,1   | 1,9   | 2,0   | 2,1   | 2,3    | 0,4 %      | 5,6 %         |
| Lettonie | 1,7   | 1,1   | 3,0   | 2,8   | 2,9   | 2,1   | 3,2   | 3,2   | 2,1    | 0,4 %      | 36,2 %        |
| Lituanie | 6,8   | 1,6   | 3,2   | 2,0   | 1,0   | 0,6   | 0,3   | 0,5   | 1,7    | 0,3 %      | 30,8 %        |
| Danemark | 0,7   | 8,8   | 7,9   | 1,8   | 2,3   | 2,0   | 2,1   | 2,1   | 1,2    | 0,2 %      | 4,1 %         |
| Slovénie | 0     | 0,3   | 0,5   | 0,4   | 0,4   | 0,5   | 0,5   | 0,5   | 0,6    | 0,1 %      | 3,4 %         |
| Luxembourg | 0,03  | 0,2   | 2,9   | 0,8   | 0,3   | 0,2   | 0,2   | 0,2   | 0,2 %  | 0,03 %     | 7,8 %         |
| Estonie | 1,0   | 0,6   | 0,3   | 0,06  | 0,07  | 0,06  | 0,06  | 0,04  | 0,03 % | 0,005 %    | 0,5 %         |
| Suède | 0,4   | 0,5   | 2,9   | 0,4   | 0,6   | 0,3   | 0,4   | 0,3   | 0,1    | 0,02 %     | 0,07 %        |
| Autres pays européens ou voisins : |       |       |       |       |       |       |       |       |        |            |               |
| Royaume-Uni | 5,0   | 148,1 | 175,7 | 99,9  | 143,4 | 136,7 | 131,5 | 130,6 | 114,1  |            | 36,5 %        |
| Norvège | 0     | 0,2   | 4,8   | 2,2   | 2,2   | 2,1   | 2,2   | 2,1   | 1,3    |            | 0,9 %         |
| Suisse | 0,3   | 0,9   | 1,0   | 0,7   | 0,9   | 0,7   | 0,6   | 0,6   | 0,6    |            | 0,9 %         |
| Turquie | 10,2  | 46,2  | 98,1  | 99,2  | 89,2  | 110,5 | 92,5  | 57,3  | 69,3   |            | 22,7 %        |
| Ukraine | 49,9  | 29,9  | 15,7  | 10,1  | 9,8   | 7,4   | 10,6  | 11,9  | 11,3   |            | 7,9 %         |
| Russie | 512,2 | 370,4 | 520,5 | 529,7 | 521,8 | 518,5 | 527,6 | 514,3 | 464,9  |            | 42,8 %        |
| Source : Agence internationale de l'énergie. * : part du pays dans la production d'électricité au gaz naturel de l'UE-28. ** part du gaz naturel dans la production électrique du pays. |       |       |       |       |       |       |       |       |        |            |               |

### Thermique nucléaire
| Pays | 1980  | 1990  | 2000  | 2010  | 2015  | 2016  | 2017  | 2018  | 2019  | 2020  | 2021  | % EU 2021* | part 2021 prod.pays** |
| --- | ----- | ----- | ----- | ----- | ----- | ----- | ----- | ----- | ----- | ----- | ----- | ---------- | --------------------- |
| Total EU-28 | 216,7 | 794,9 | 945,0 | 916,6 | 857,0 | 839,7 | 829,7 | 827,0 | 821,5 | 733,5 |       |            |                       |
| Total EU-27 | 184,4 | 729,2 | 859,9 | 854,5 | 786,7 | 768,0 | 759,4 | 761,9 | 765,3 | 683,2 | 731,7 | 100 %      | 25,2 %                |
| France | 63,4  | 314,1 | 415,2 | 428,5 | 437,4 | 403,2 | 398,4 | 412,9 | 399,0 | 353,8 | 379,4 | 51,8 %     | 68,4 %                |
| Allemagne | 55,6  | 152,5 | 169,6 | 140,6 | 91,8  | 84,6  | 76,3  | 76,0  | 75,1  | 64,4  | 69,1  | 9,4 %      | 11,6 %                |
| Espagne | 5,2   | 54,3  | 62,2  | 62,0  | 57,2  | 58,6  | 58,0  | 55,8  | 58,3  | 58,3  | 56,6  | 7,7 %      | 20,6 %                |
| Suède | 25,3  | 68,2  | 57,3  | 57,8  | 56,3  | 63,1  | 65,7  | 68,5  | 66,1  | 49,2  | 52,8  | 7,2 %      | 31,3 %                |
| Belgique | 11,9  | 42,7  | 48,2  | 47,9  | 26,1  | 43,5  | 42,2  | 28,6  | 43,5  | 34,4  | 50,3  | 6,9 %      | 50,3 %                |
| République tchèque | nd    | 12,6  | 13,6  | 26,3  | 28,0  | 24,1  | 28,3  | 29,9  | 30,2  | 30,0  | 30,7  | 4,2 %      | 36,2 %                |
| Finlande | 6,6   | 19,2  | 22,5  | 22,8  | 23,2  | 23,2  | 22,5  | 22,8  | 23,9  | 23,3  | 23,6  | 3,2 %      | 32,9 %                |
| Bulgarie | 5,8   | 14,7  | 18,2  | 15,2  | 15,4  | 15,8  | 15,5  | 16,1  | 16,6  | 16,6  | nd    | 2,3 %      | 40,8 %                |
| Hongrie | 0     | 13,7  | 14,2  | 15,8  | 15,8  | 16,1  | 16,1  | 15,7  | 16,3  | 16,1  | 16,00 | 2,2 %      | 44,3 %                |
| Slovaquie | nd    | 12,0  | 16,5  | 14,6  | 15,1  | 14,8  | 15,1  | 14,8  | 15,3  | 15,4  | 15,7  | 2,1 %      | 52,9 %                |
| Roumanie | 0     | 0     | 5,5   | 11,6  | 11,6  | 11,3  | 11,5  | 11,4  | 11,3  | 11,5  | nd    | 1,6 %      | 20,4 %                |
| Slovénie | 0     | 4,6   | 4,8   | 5,7   | 5,6   | 5,7   | 6,3   | 5,8   | 5,8   | 6,4   | 5,7   | 0,8 %      | 35,9 %                |
| Pays-Bas | 3,9   | 3,5   | 3,9   | 4,0   | 4,1   | 4,0   | 3,4   | 3,5   | 3,9   | 4,1   | 3,8   | 0,5 %      | 3,2 %                 |
| Lituanie | nd    | 17,0  | 8,4   | 0     | 0     | 0     | 0     | 0     | 0     | 0     | 0     | 0 %        | 0 %                   |
| Autres pays européens ou voisins : |       |       |       |       |       |       |       |       |       |       |       |            |                       |
| Royaume-Uni | 32,3  | 65,7  | 85,1  | 62,1  | 70,3  | 71,7  | 70,3  | 65,1  | 56,2  | 50,3  | 45,9  |            | 14,8 %                |
| Suisse | 12,9  | 23,6  | 26,4  | 26,3  | 23,1  | 21,1  | 20,4  | 25,5  | 26,4  | 24,0  | 19,4  |            | 29,5 %                |
| Ukraine | ns    | 76,2  | 77,3  | 89,2  | 87,6  | 80,9  | 85,6  | 84,4  | 83,0  | 76,2  | 86,2  |            | 55,4 %                |
| Russie | ns    | 118,3 | 130,7 | 170,4 | 195,5 | 196,6 | 203,1 | 204,6 | 209,0 | 215,9 | 214,5 |            | 18,5 %                |
| Source : 1980 : Energy Information Administration (production nette) ; 1990-2021 : Agence internationale de l'énergie. * part du pays dans la production d'électricité nucléaire de l'UE-27 ; ** part du nucléaire dans la production d'électricité du pays. |       |       |       |       |       |       |       |       |       |       |       |            |                       |

En Hongrie et en Slovaquie, la production nucléaire s'effectue en cogénération.
En 2017, l'Autriche, Chypre, le Danemark, l'Estonie, la Grèce, l'Irlande, l'Islande, l'Italie, Malte, la Norvège, le Portugal, la Lettonie, la Lituanie ne produisent pas d'électricité à partir du nucléaire, soit parce que le nucléaire n'a jamais été utilisé, soit parce qu'il a été abandonné (Autriche, Italie, Lituanie).
En janvier 2022, le commissaire européen chargé du marché intérieur, Thierry Breton, chiffre à 500 milliards € le montant des investissements nécessaires d'ici à 2050 pour développer les centrales de nouvelle génération ; de plus, les centrales nucléaires existantes nécessiteront 50 milliards € d'investissements d'ici à 2030. Soit un effort financier d'environ 20 milliards € par an, qui s'ajoutera aux 65 milliards € nécessaires pour développer les énergies renouvelables et aux 45 milliards € d'investissement annuel pour les infrastructures de réseaux supplémentaires. La première phase d'investissements consistera à prolonger jusqu'en 2040 la vie des 103 réacteurs actuellement en fonctionnement en Europe (dont 56 en France). La phase suivante portera sur le développement des réacteurs dits de « troisième génération », comme les EPR, dont la construction restera autorisée jusqu'en 2045, ainsi qu'une nouvelle génération de petits réacteurs modulaires. Une troisième phase, non limitée dans le temps, verrait l'apparition d'une quatrième génération de réacteurs ne générant presque plus de déchets radioactifs de longue durée.
En mars 2023, une étude de la fondation Robert-Schuman révèle une forte remontée du soutien de l'opinion publique à l'électricité nucléaire en 2022 : en Allemagne, la part de la population qui se déclare « très en faveur » ou « plutôt en faveur » de l'énergie nucléaire atteint 44 % (+15 points en un an) et celle des opposants 47 % (les « très opposés » reculent de 34 % à 20 %) ; en Italie, elle atteint 43 % (+18 points) contre 45 % (« très opposés » : 25 % contre 40 % en 2021) ; en Espagne, la progression du soutien au nucléaire est de 13 points, en Belgique de 12 points, au Royaume-Uni de 14 points (de 39 % à 54 % contre 34 %) et en France de 10 points (de 45 % à 55 % contre 34 %).

### Énergies renouvelables
| Total EU-27             | 15,9 % | 21,3 % | 29,7 %  | 30,2 %  | 31,1 %  | 32,1 %  | 34,1 %  | 37,5 %  |
| Autriche                | 61,6 % | 66,4 % | 71,5 %  | 72,5 %  | 71,6 %  | 74,2 %  | 75,1 %  | 78,2 %  |
| Suède                   | 51,2 % | 55,8 % | 65,7 %  | 64,9 %  | 65,9 %  | 66,2 %  | 71,2 %  | 74,5 %  |
| Danemark                | 23,8 % | 32,7 % | 51,3 %  | 53,7 %  | 60,0 %  | 62,4 %  | 65,3 %  | 65,3 %  |
| Portugal                | 27,4 % | 40,6 % | 52,6 %  | 54,0 %  | 54,2 %  | 52,2 %  | 53,8 %  | 58,0 %  |
| Croatie                 | 35,0 % | 37,5 % | 45,4 %  | 46,7 %  | 46,4 %  | 48,1 %  | 49,8 %  | 53,8 %  |
| Lettonie                | 46,0 % | 42,1 % | 52,2 %  | 51,3 %  | 54,4 %  | 53,5 %  | 53,4 %  | 53,4 %  |
| Allemagne               | 9,5 %  | 18,3 % | 30,9 %  | 32,3 %  | 34,6 %  | 37,6 %  | 40,6 %  | 44,7 %  |
| Roumanie                | 28,4 % | 30,4 % | 43,2 %  | 42,7 %  | 42,0 %  | 41,8 %  | 42,6 %  | 43,4 %  |
| Espagne                 | 19,0 % | 29,8 % | 37,0 %  | 36,6 %  | 36,4 %  | 35,2 %  | 37,1 %  | 42,9 %  |
| Finlande                | 26,7 % | 27,2 % | 32,2 %  | 32,7 %  | 35,0 %  | 36,5 %  | 38,0 %  | 39,6 %  |
| Irlande                 | 6,0 %  | 15,6 % | 25,7 %  | 27,1 %  | 30,3 %  | 33,3 %  | 36,5 %  | 39,1 %  |
| Italie                  | 16,1 % | 20,1 % | 33,5 %  | 34,0 %  | 34,1 %  | 33,9 %  | 35,0 %  | 38,1 %  |
| Grèce                   | 7,8 %  | 12,3 % | 22,1 %  | 22,7 %  | 24,5 %  | 26,0 %  | 31,3 %  | 35,9 %  |
| Slovénie                | 29,3 % | 32,2 % | 32,7 %  | 32,1 %  | 32,4 %  | 32,3 %  | 32,6 %  | 35,1 %  |
| Estonie                 | 0,5 %  | 10,3 % | 15,1 %  | 15,5 %  | 17,4 %  | 19,7 %  | 22,0 %  | 28,3 %  |
| Pays-Bas                | 4,4 %  | 9,6 %  | 11,0 %  | 12,5 %  | 13,8 %  | 15,2 %  | 18,2 %  | 26,4 %  |
| Belgique                | 1,7 %  | 7,1 %  | 15,6 %  | 15,9 %  | 17,3 %  | 18,9 %  | 20,8 %  | 25,1 %  |
| France                  | 13,8 % | 14,8 % | 18,8 %  | 19,2 %  | 19,9 %  | 21,1 %  | 22,4 %  | 24,8 %  |
| Bulgarie                | 8,4 %  | 12,4 % | 19,0 %  | 19,1 %  | 19,0 %  | 22,4 %  | 23,5 %  | 23,6 %  |
| Slovaquie               | 15,4 % | 17,8 % | 22,7 %  | 22,5 %  | 21,3 %  | 21,5 %  | 22,1 %  | 23,1 %  |
| Lituanie                | 3,6 %  | 7,4 %  | 15,5 %  | 16,9 %  | 18,3 %  | 18,4 %  | 18,8 %  | 20,2 %  |
| Pologne                 | 2,2 %  | 6,6 %  | 13,4 %  | 13,4 %  | 13,1 %  | 13,0 %  | 14,4 %  | 16,2 %  |
| République tchèque      | 3,7 %  | 7,5 %  | 14,1 %  | 13,6 %  | 13,7 %  | 13,7 %  | 14,0 %  | 14,8 %  |
| Luxembourg              | 2,8 %  | 3,8 %  | 6,2 %   | 6,7 %   | 8,1 %   | 9,1 %   | 10,9 %  | 13,9 %  |
| Chypre                  | 0      | 1,4 %  | 8,4 %   | 8,6 %   | 8,9 %   | 9,4 %   | 9,8 %   | 12,0 %  |
| Hongrie                 | 2,2 %  | 7,1 %  | 7,3 %   | 7,3 %   | 7,5 %   | 8,3 %   | 10,0 %  | 11,9 %  |
| Malte                   | 0      | 0      | 4,3 %   | 5,7 %   | 6,8 %   | 7,7 %   | 7,5 %   | 9,5 %   |
| Autres pays européens : |        |        |         |         |         |         |         |         |
| Royaume-Uni             | 3,4 %  | 7,2 %  | 21,9 %  | 24,3 %  | 27,7 %  | 31,3 %  | 34,8 %  | nd      |
| Norvège                 | 98,0 % | 98,2 % | 106,8 % | 105,7 % | 104,9 % | 106,8 % | 110,4 % | 113,8 % |
| Islande                 | 93,1 % | 92,4 % | 93,1 %  | 95,3 %  | 93,4 %  | 98,5 %  | 100,6 % | 102,7 % |
| Serbie                  | 18,5 % | 28,2 % | 28,9 %  | 29,2 %  | 27,4 %  | 28,7 %  | 30,1 %  | 30,7 %  |
| Source : Eurostat.      |        |        |         |         |         |         |         |         |

La Norvège produit plus que ses besoins, l'excédent étant exporté, vers le Danemark en particulier.
Au premier semestre 2020, du fait des mesures de confinement prises en réaction à la pandémie de Covid-19 et de la politique énergétique de l'Union européenne, la part des énergies renouvelables dans la production d’électricité de l'UE27 (40 %) a dépassé pour la première fois celle des combustibles fossiles (34 %). Les émissions de CO2 du secteur ont reculé de 23 %. La cause principale de ce basculement est la forte baisse de la demande d'électricité : -7 %, sous l'effet des mesures de confinement. Comme les énergies renouvelables sont injectées en priorité sur les réseaux d'électricité, cette baisse de la demande s'est répercuté en totalité sur la production des centrales thermiques fossiles. De plus, des vents favorables en février et un ensoleillement important au deuxième trimestre ont particulièrement dopé la production d'électricité renouvelable qui a progressé de 11 % : le solaire a progressé de 16 %, l'hydroélectricité de 12 % et l'éolien de 11 %. La production des centrales à charbon recule de 32 % (39 % en Allemagne) et celle des centrales à gaz naturel de 6 %. Mais la forte proportion d'EnR intermittentes a eu aussi des effets négatifs : les prix de l'électricité ont plongé à de nombreuses reprises en territoires négatifs ; en France, ce contexte a fait exploser le coût du soutien public à la filière renouvelable puisque l'État compense la différence entre les prix de marché et les prix négociés avec les développeurs de projets dans le cadre d'appels d'offres.

#### Hydroélectricité
| Pays | 1990  | 2000  | 2010  | 2015  | 2016  | 2017  | 2018  | 2019  | 2020  | % UE 2020* | % prod. 2020** |
| --- | ----- | ----- | ----- | ----- | ----- | ----- | ----- | ----- | ----- | ---------- | -------------- |
| Total EU-28 | 308,7 | 386,9 | 408,0 | 372,3 | 381,0 | 331,2 | 378,2 | 353,0 | 381,2 | 100 %      | 12,3 %         |
| Total EU-27 | 301,5 | 379,1 | 401,3 | 363,3 | 372,6 | 322,4 | 370,3 | 345,3 | 373,3 | 100 %      | 12,3 %         |
| Suède | 73,0  | 78,6  | 66,5  | 75,4  | 62,1  | 65,2  | 62,2  | 65,4  | 71,8  | 19,2 %     | 44,2 %         |
| France | 57,4  | 71,1  | 67,5  | 60,5  | 65,7  | 55,1  | 70,5  | 61,6  | 66,7  | 17,9 %     | 12,5 %         |
| Italie | 35,1  | 50,9  | 54,4  | 47,0  | 44,3  | 38,0  | 50,5  | 48,2  | 48,6  | 13,0 %     | 17,3 %         |
| Autriche | 32,5  | 43,2  | 41,6  | 40,6  | 43,0  | 42,2  | 41,2  | 43,8  | 45,3  | 12,1 %     | 62,5 %         |
| Espagne | 26,2  | 31,8  | 45,5  | 31,4  | 39,9  | 21,1  | 36,8  | 26,9  | 33,9  | 9,1 %      | 12,9 %         |
| Allemagne | 19,8  | 26,0  | 27,4  | 24,9  | 26,1  | 26,2  | 23,9  | 25,7  | 24,9  | 6,7 %      | 4,3 %          |
| Finlande | 10,9  | 14,7  | 12,9  | 16,8  | 15,8  | 14,8  | 13,3  | 12,4  | 15,9  | 4,3 %      | 23,0 %         |
| Roumanie | 11,4  | 14,8  | 20,2  | 17,0  | 18,5  | 14,9  | 18,1  | 16,0  | 15,7  | 4,2 %      | 28,0 %         |
| Portugal | 9,3   | 11,7  | 16,5  | 9,8   | 16,9  | 7,6   | 13,6  | 10,2  | 14,0  | 3,8 %      | 26,0 %         |
| Croatie | 4,1   | 6,5   | 9,2   | 6,6   | 7,1   | 5,6   | 7,8   | 5,9   | 5,8   | 1,6 %      | 43,4 %         |
| Slovénie | 2,9   | 3,8   | 4,7   | 4,1   | 4,8   | 4,1   | 4,9   | 4,7   | 5,2   | 1,4 %      | 30,4 %         |
| Slovaquie | 2,5   | 5,0   | 5,6   | 4,1   | 4,6   | 4,6   | 3,9   | 4,6   | 4,7   | 1,3 %      | 16,6 %         |
| Grèce | 2,0   | 4,1   | 7,5   | 6,1   | 5,6   | 4,0   | 5,8   | 4,1   | 3,4   | 0,9 %      | 7,4 %          |
| Bulgarie | 1,9   | 3,0   | 5,7   | 6,1   | 4,6   | 3,5   | 5,4   | 3,4   | 3,3   | 0,9 %      | 8,1 %          |
| République tchèque | 1,4   | 2,3   | 3,4   | 3,1   | 3,2   | 3,0   | 2,7   | 3,2   | 3,4   | 0,9 %      | 4,2 %          |
| Pologne | 3,3   | 4,1   | 3,5   | 2,4   | 2,6   | 3,0   | 2,4   | 2,7   | 2,9   | 0,8 %      | 1,9 %          |
| Lettonie | 4,5   | 2,8   | 3,5   | 1,9   | 2,5   | 4,4   | 2,4   | 2,1   | 2,6   | 0,7 %      | 45,5 %         |
| Belgique | 0,9   | 1,7   | 1,7   | 1,4   | 1,5   | 1,4   | 1,3   | 1,2   | 1,3   | 0,4 %      | 1,5 %          |
| Irlande | 1,0   | 1,2   | 0,8   | 1,1   | 1,0   | 0,9   | 0,9   | 1,1   | 1,2   | 0,3 %      | 3,8 %          |
| Luxembourg | 0,8   | 0,9   | 1,5   | 1,5   | 1,5   | 1,4   | 1,3   | 0,9   | 1,1   | 0,3 %      | 49,1 %         |
| Lituanie | 0,4   | 0,6   | 1,3   | 1,0   | 1,0   | 1,2   | 1,0   | 0,9   | 1,1   | 0,3 %      | 19,6 %         |
| Hongrie | 0,2   | 0,2   | 0,2   | 0,2   | 0,3   | 0,2   | 0,2   | 0,2   | 0,2   | 0,07 %     | 0,7 %          |
| Pays-Bas | 0,1   | 0,1   | 0,1   | 0,1   | 0,1   | 0,1   | 0,1   | 0,07  | 0,05  | 0,01 %     | 0,04 %         |
| Estonie | 0     | 0,005 | 0,03  | 0,03  | 0,03  | 0,03  | 0,02  | 0,02  | 0,03  | 0,01 %     | 0,6 %          |
| Danemark | 0,03  | 0,03  | 0,02  | 0,02  | 0,02  | 0,02  | 0,02  | 0,02  | 0,02  | 0,004 %    | 0,06 %         |
| Autres pays européens ou voisins : |       |       |       |       |       |       |       |       |       |            |                |
| Norvège | 121,4 | 142,3 | 117,2 | 138,4 | 143,4 | 143,1 | 139,5 | 126,4 | 141,6 |            | 92,0 %         |
| Turquie | 23,1  | 30,9  | 51,8  | 67,1  | 67,2  | 58,2  | 59,9  | 88,8  | 78,1  |            | 25,6 %         |
| Suisse | 31,0  | 38,2  | 37,8  | 39,9  | 36,7  | 37,0  | 37,8  | 41,0  | 41,0  |            | 57,3 %         |
| Islande | 4,2   | 6,4   | 12,6  | 13,8  | 13,5  | 14,1  | 13,8  | 13,5  | 13,2  |            | 68,8 %         |
| Serbie | 9,5   | 12,0  | 12,6  | 10,8  | 11,5  | 9,8   | 11,4  | 10,2  | 9,7   |            | 25,6 %         |
| Ukraine | 10,7  | 11,5  | 13,2  | 7,0   | 9,3   | 10,5  | 12,0  | 7,9   | 7,5   |            | 5,3 %          |
| Royaume-Uni | 7,2   | 7,8   | 6,7   | 9,0   | 8,4   | 8,8   | 7,9   | 7,7   | 7,9   |            | 2,5 %          |
| Albanie | 2,8   | 4,6   | 7,6   | 5,9   | 7,8   | 4,5   | 8,6   | 5,2   | 5,3   |            | 99,4 %         |
| Monténégro | nd    | nd    | 2,7   | 1,5   | 1,8   | 1,0   | 2,1   | 1,6   | nd    |            | 47,6 %         |
| Source : Agence internationale de l'énergie. * : part du pays dans la production hydroélectrique de l'UE-27. ** part de l'hydroélectricité dans la production électrique du pays. . |       |       |       |       |       |       |       |       |       |            |                |

La production hydroélectrique est très inégalement répartie, les pays montagneux ou dotés de grands fleuves étant évidemment les mieux lotis ; la Norvège produit même souvent plus que ses besoins, l'excédent étant exporté. La production fluctue en fonction des précipitations : entre l'année 2010, exceptionnellement humide, et l'année 2011, exceptionnellement sèche, la production hydroélectrique a chuté de 16,6 % ; cette chute a été encore plus marquée en France : -26,1 %, et en Espagne : -27,7 %. Le régime des pluies n'est pas homogène sur l'ensemble de l'Europe : ainsi, la Suède n'a pas été affectée par la sécheresse de 2011 ; elle a connu en 2012 une année exceptionnelle qui l'a hissée au 1er rang avec 21,6 % du total UE-28, devant la France (idem en 2015) ; l'année 2012 a par contre été catastrophique pour l'Espagne dont la part est tombée à 6,6 % pour remonter à 10,2 % en 2013 ; sa production 2012 est inférieure de 47 % à celle de 2010. L'année 2017 a connu une hydraulicité exceptionnellement faible.

#### Géothermie
| Pays | 1990  | 2000  | 2010  | 2015  | 2016  | 2017  | 2018  | 2019  | 2020  | part 2020* |
| --- | ----- | ----- | ----- | ----- | ----- | ----- | ----- | ----- | ----- | ---------- |
| Italie | 3 222 | 4 705 | 5 376 | 6 185 | 6 289 | 6 201 | 6 105 | 6 075 | 6 029 | 2,1 %      |
| Allemagne |       |       | 28    | 133   | 175   | 163   | 178   | 197   | 217   | 0,04 %     |
| Portugal | 4     | 80    | 197   | 204   | 172   | 217   | 230   | 215   | 217   | 0,4 %      |
| France** |       |       |       | 92    | 98    | 133   | 127   | 128   | 128   | 0,02 %     |
| Croatie |       |       |       |       |       |       | 2     | 92    | 94    | 0,7 %      |
| Hongrie |       |       |       |       |       | 1     | 12    | 18    | 16    | 0,05 %     |
| Total UE-28 | 3 226 | 4 785 | 5 602 | 6 614 | 6 734 | 6 715 | 6 655 | 6 726 | 6 701 | 0,2 %      |
| Autres pays européens ou voisins : |       |       |       |       |       |       |       |       |       |            |
| Islande | 300   | 1 323 | 4 465 | 5 003 | 5 068 | 5 170 | 6 010 | 6 018 | 5 961 | 31,2 %     |
| Turquie | 80    | 76    | 668   | 3 425 | 4 819 | 6 127 | 7 431 | 8 930 | 9 929 | 3,3 %      |
| Source : Agence internationale de l'énergie. * part de la géothermie dans la production d'électricité du pays ; ** France : Département et région d'outre-mer inclus. |       |       |       |       |       |       |       |       |       |            |

L'Italie, pionnière de la géothermie, a deux aires de production à Larderello et Monte Amiata (728 MW nets au total) ; le Portugal exploite les ressources géothermiques des Açores (île de Sao Miguel - 25 MW nets) ; la France a deux centrales à Bouillante, en Guadeloupe (16 MW) et une unité pilote de 1,5 MW à Soultz-sous-Forêts (Alsace) utilisant la géothermie des roches chaudes fracturées ; l'Allemagne comptait en 2012 quatre centrales géothermiques exploitées en cogénération à Insheim (4 MW, mise en service en 2012), Landau et Bruchsal dans la vallée du Rhin et à Unterhaching en Bavière ; deux autres centrales ont été mises en service en Bavière en 2013 : Dürnhaar (5,5 MW) et Kirchstockach (5 MW), portant la puissance installée nominale à 23,3 MW, et une dizaine de projets étaient en construction en 2013 pour plus de 36 MW ; les plans d'action nationaux prévoyaient un quasi-doublement de la production européenne pour 2020, soit 10,9 TWh et 1 613 MW de puissance installée, avec l'apparition de centrales en Grèce, Hongrie, Espagne et Slovaquie.
En 2016, les centrales géothermiques islandaises produisaient 27,3 % de l'électricité du pays, et la géothermie fournissait 97,9 % de la chaleur utilisée par les réseaux de chauffage urbain.

#### Prospective
En octobre 2021, le cabinet McKinsey publie une étude prévisionnelle de l'évolution du système électrique européen d'ici 2035 : il prévoit que la demande européenne d'électricité va augmenter de 1,7 % par an, du fait de l'électrification des transports et de la production d'hydrogène vert par électrolyse, indispensable pour décarboner des industries comme la sidérurgie, le ciment ou le raffinage. McKinsey prévoit que 650 GW de capacités de production d'électricité renouvelable seront ajoutées dans l'Union européenne en 15 ans, alors que les capacités nucléaires se contracteront de 23 % et celles des centrales à charbon de 80 %. Le poids croissant des énergies intermittentes risque d'entrainer une forte volatilité des prix : en 2030, l'Allemagne pourrait connaître plus de 3 000 heures par an de prix extrêmes, où le mégawattheure coûterait soit moins de 10 euros (lorsque la production sera surabondante), soit plus de 100 euros (lorsque l'offre sera insuffisante par rapport à la demande), contre quelques centaines d'heures en 2020. Pour y remédier, l'Europe devra miser sur les centrales à gaz, avec 14 GW de capacités supplémentaires d'ici 2030, et sur des batteries : 80 GW, à installer surtout entre 2030 et 2035.

## Réseaux de transport et interconnexions
La France et l'Allemagne sont en 2018 les pays les plus exportateurs (51,7 TWh et 52,2 TWh), suivies de la Suède (18,4 TWh), la Norvège (12,6 TWh) et la République tchèque (12,1 TWh) ; le plus gros importateur est l'Italie (43,3 TWh), suivie par la Finlande (20 TWh), le Royaume-Uni (18,9 TWh), la Hongrie (14,2 TWh), la Belgique (8,4 TWh) et les Pays-Bas (7,5 TWh).

### Organisation européenne

Les différents réseaux d'Europe, en termes de synchronisation

Les gestionnaires des réseaux électriques européens, comme RTE en France, se coordonnent au sein d'une organisation commune, le réseau européen des gestionnaires de réseau de transport d’électricité (ENTSO-E en anglais). Cette organisation regroupe six anciennes associations régionales : ETSO, son précurseur, ATSOI pour l'Irlande, UKTSOA pour le Royaume-Uni, Nordel pour les pays nordiques, BALTSO pour les pays baltes et UCTE pour les pays continentaux de l'Europe centrale et occidentale. Les adhérents sont les 41 gérants de réseaux électriques des 27 pays de l'Union européenne, plus le Royaume-Uni, la Norvège, la Suisse, l'Islande et les pays de l'ex-Yougoslavie : Bosnie-Herzégovine, Macédoine du Nord, Monténégro et Serbie. Cet ensemble alimente une population de 532 millions d'habitants qui correspond quasiment à la zone interconnectée et a fourni 3 174 TWh en 2014, dont 423,6 TWh ont été échangés entre les membres grâce aux 312 693 km de lignes de transport d'électricité qu'ils exploitent.
Paradoxalement, l'augmentation de la part des énergies renouvelables intermittentes (éolienne et solaire) pourrait conduire à devoir renforcer les interconnexions, à une échelle qui pourrait être intercontinentale,. C'est typiquement le cas avec les câbles sous-marins d'interconnexion, North Sea link et Viking Link, entre le Royaume-Uni et la Norvège pour le premier, le Danemark pour le second, afin d'échanger les excédents d'électricité hydraulique (Norvège), solaire (Royaume-Uni) ou surtout éolienne lorsqu'il y aura plus de vent dans l'un des pays que dans l'autre. Ces interconnexions découlent du développement de l'éolien.
Concernant la synchronisation de la fréquence du réseau, l'Europe compte cinq réseaux : le réseau synchrone d'Europe continentale, le réseau nordique (qui comprend la partie insulaire du Danemark, à l'exception de la Fionie), le réseau balte, le réseau de Grande-Bretagne (en) et le réseau d'Irlande (voir graphique ci-joint).
Le 16 mars 2022, le réseau électrique ukrainien, qui fonctionnait depuis le début de la guerre en mode isolé, est connecté au réseau européen. Le processus était à l’étude depuis 2017, mais a été précipité en raison de la guerre, à la demande de l'Ukraine. Le réseau électrique moldave est désormais également connecté au réseau européen.

### Avantages de l’interconnexion électrique
Les interconnexions électriques permettent de sécuriser le réseau électrique européen car elles donnent la possibilité à un secours mutuel entre pays, en cas de pénurie dans l’un d’entre eux, en injectant de l’électricité sur son réseau, afin d’éviter le blackout. Les lignes à haute tension françaises transportent les énergies produites par toutes les centrales du territoire. En étant reliées aux réseaux des pays frontaliers, elles permettent d’exporter et d’importer les capacités disponibles d’électricité en Europe.

### Interconnexion et capacité des principaux réseaux européens
Les échanges internationaux passent par des lignes à très haute tension (THT), principalement de 225 et 400 kV.
Les puissances sont exprimées en gigawatts (données 2003 et RTE 2011).
| Réseau               | Puissance échangeable |
| -------------------- | --------------------- |
| France - Allemagne   | 4,5 GW                |
| France - Espagne     | 1,4 GW                |
| France - Italie      | 3 GW                  |
| France - Belgique    | 3,8 GW                |
| France - Royaume-Uni | 2 GW                  |
| France - Suisse      | 4,3 GW                |
| Espagne - Portugal   | 3,7 GW                |
| Allemagne - Italie   | 3,8 GW                |
| Allemagne - Pays-Bas | 3 GW                  |
| Allemagne - Pologne  | 1 GW                  |
| Allemagne - Suède    | 1 GW                  |

Depuis le 1er janvier 2006, la capacité d'interconnexion de la France avec ses voisins européens est allouée par un mécanisme d'enchères mis en place dans le cadre de l'UCTE (Union pour la coordination du transport de l'électricité).

#### Interconnexions électriques franco-espagnoles
Pendant 30 ans, les interconnexions électriques entre la France et l'Espagne sont restées limitées à une capacité maximale de 1 400 MW. La nouvelle interconnexion France-Espagne par l’est des Pyrénées entre Baixas (près de Perpignan) et Santa Llogaia (près de Figueras), liaison en courant continu de 2 000 MW sur 65 km entièrement souterraine (320 kV), décidée lors du sommet franco-espagnol de Saragosse le 27 juin 2008, a été mise en service en 2015, permettant de porter la capacité physique d’export depuis la France vers l’Espagne de 1 400 MW à 2 800 MW. Son coût de 700 M€ est financé en partie (225 M€) par l'Union européenne.
L’objectif de l’interconnexion était de renforcer la sécurité électrique des deux pays et notamment de mieux intégrer les énergies renouvelables. Cela concerne en particulier l’énergie éolienne très abondante en Espagne et dont la production est relativement imprévisible (représentant entre 0,35 % et 54 % de la production espagnole d’électricité).
Selon la société chargée de la construction de la ligne INELFE (détenu à parts égales par le Français RTE et l’espagnol REE), cette ligne est une première mondiale en termes de longueur de ligne enterrée en courant continu.
Pour certains écologistes, ces liaisons sont inutiles et endommagent l'environnement. Le Pays basque, le Val d'Aran, et la vallée du Louron ont déjà vu échouer des projets de liaisons électriques. Le ministre français a fait remarquer les efforts consentis en termes d’environnement et de paysages avec le choix de l’enfouissement total de la ligne.
La Commission européenne a annoncé le 25 janvier 2018 le déblocage de 578 millions d'euros pour soutenir le nouveau projet d'interconnexion électrique sous-marine entre la France et l'Espagne dans le golfe de Gascogne, qu'elle juge « hautement prioritaire ». Cette interconnexion, longue de 280 kilomètres, doit permettre de porter les capacités d'échanges entre les deux pays de 2 800 à 5 000 MW ; la mise en service est prévue en 2025.

### Liste des gestionnaires des réseaux de transport électriques européens
Les gestionnaires de réseau de transport ou opérateurs de système de transport (en anglais : transmission system operators - TSO) européens membres du réseau européen des gestionnaires de réseau de transport d’électricité sont :
| Pays               | Gestionnaire |
| ------------------ | --- |
| Albanie            | OST sh.a (OST) |
| Allemagne          | Transnet BW, TenneT, Amprion et 50Hertz |
| Autriche           | Austrian Power Grid AG (APG) et Vorarlberger Übertragungsnetz GmbH (VUEN) |
| Belgique           | Elia |
| Bosnie-Herzégovine | Nezavisni operator sustava u Bosni i Hercegovini (NOS BiH) |
| Bulgarie           | Electroenergien Sistemen Operator EAD (ESO) |
| Chypre             | Cyprus TSO |
| Croatie            | HEP-Operator prijenosnog sustava (HOPS) |
| Danemark           | Energinet.dk |
| Espagne            | Red Eléctrica de España |
| France             | RTE |
| Estonie            | Elering AS |
| Finlande           | Fingrid Oyj |
| Grèce              | Independent Power Transmission Operator S.A. (IPTO) |
| Hongrie            | Mavir ZRt |
| Irlande            | EirGrid plc |
| Islande            | Landsnet |
| Italie             | Terna |
| Lettonie           | AS Augstsprieguma tÏkls |
| Lituanie           | Litgrid AB |
| Luxembourg         | Creos Luxembourg |
| Macédoine du Nord  | Makedonski elektroprenosen sistem operator (MEPSO) |
| Monténégro         | Crnogorski elektroprenosni sistem AD |
| Norvège            | Statnett |
| Pays-Bas           | TenneT |
| Pologne            | Polskie Sieci Elektroenergetyczne S.A. (PSE S.A.) |
| Portugal           | Rede Eléctrica Nacional (REN) |
| République tchèque | ČEPS |
| Roumanie           | Transelectrica |
| Royaume-Uni        | National Grid, System Operator for Northern Irland Ltd (SONI), Scottish Hydro Electric Transmission plc (SHE Transmission) et Scottish Power Transmission plc (SPTransmission) |
| Serbie             | Akcionarsko društvo Elektromreža Srbije (EMS) |
| Slovaquie          | Slovenská elektrizačná prenosová sústava, a.s. (SEPS) |
| Slovénie           | ELES |
| Suède              | Svenska Kraftnät |
| Suisse             | Swissgrid |
| Turquie            | TEİAŞ |

## Consommation d'électricité

### Part de l'électricité dans la consommation finale d'énergie
| Total EU-28 | 44 636   | 9 099   | 20,4 % | 43 735   | 10 009  | 22,9 % |
| Total EU-27 | 38 808   | 7 913   | 20,4 % | 38 703   | 8 946   | 23,1 % |
| Suède | 1 405    | 463     | 33,0 % | 1 263    | 448     | 35,5 % |
| Finlande | 979      | 273     | 27,8 % | 1 012    | 294     | 29,1 % |
| Grèce | 745      | 155     | 20,9 % | 630      | 181     | 28,7 % |
| France | 6 084    | 1 386   | 22,8 % | 5 721    | 1 555   | 27,2 % |
| Bulgarie | 358,5    | 87,3    | 24,4 % | 401,6    | 108,4   | 27,0 % |
| Portugal | 710,3    | 138,1   | 19,4 % | 654,0    | 172,4   | 26,4 % |
| Espagne | 3 186,1  | 678,5   | 21,3 % | 3 358,9  | 844,3   | 25,1 % |
| Slovénie | 189,3    | 37,9    | 20,0 % | 202,0    | 49,2    | 23,9 % |
| Italie | 5 041,3  | 982,7   | 19,5 % | 4 635,6  | 1 051,0 | 22,7 % |
| Irlande | 421,6    | 73,0    | 17,3 % | 466,6    | 102,3   | 21,9 % |
| Allemagne | 8 638,9  | 1 740,4 | 20,1 % | 8 364,8  | 1 798,2 | 21,5 % |
| Belgique | 1 457,0  | 279,2   | 19,2 % | 1 376,4  | 295,1   | 21,4 % |
| Slovaquie | 421,1    | 79,2    | 18,8 % | 430,9    | 90,7    | 21,0 % |
| Autriche | 916,9    | 185,5   | 20,2 % | 1 087,7  | 228,6   | 21,0 % |
| Pays-Bas | 2 011,6  | 342,3   | 17,0 % | 1 880,9  | 394,4   | 21,0 % |
| République tchèque                                                                                             | 1 005,2  | 177,8   | 17,7 % | 1 005,3  | 210,4   | 20,9 % |
| Croatie | 248,0    | 42,6    | 17,2 % | 280,7    | 58,2    | 20,7 % |
| Danemark | 583,5    | 116,8   | 20,0 % | 557,4    | 112,3   | 20,1 % |
| Hongrie | 654,8    | 106,0   | 16,2 % | 751,8    | 145,1   | 19,3 % |
| Pologne | 2 236,4  | 353,1   | 15,8 % | 2 882,6  | 505,5   | 17,5 % |
| Roumanie | 916,6    | 122,2   | 13,3 % | 981,9    | 164,1   | 16,7 % |
| Autres pays européens et pays voisins :                                                                        |          |         |        |          |         |        |
| Norvège | 738,7    | 394,3   | 53,4 % | 757,2    | 416,2   | 55,0 % |
| Islande | 72,5     | 24,9    | 34,3 % | 122,7    | 65,6    | 53,5 % |
| Serbie | 289,3    | 98,7    | 34,1 % | 349,7    | 100,8   | 28,8 % |
| Suisse | 783,4    | 188,5   | 24,1 % | 741,3    | 205,9   | 27,8 % |
| Turquie | 2 274,2  | 345,1   | 15,2 % | 4 150,9  | 911,5   | 22,0 % |
| Ukraine | 2 978,5  | 408,6   | 13,7 % | 1 962,3  | 420,1   | 21,4 % |
| Royaume-Uni | 5 828    | 1 186   | 20,4 % | 5 032    | 1 063   | 21,1 % |
| Russie | 15 975,8 | 2 190,7 | 13,7 % | 18 373,1 | 2 720,3 | 14,8 % |
| Source : Agence internationale de l'énergie. * consommation finale énergétique (hors usages non énergétiques). |          |         |        |          |         |        |

NB : les taux les plus élevés s'expliquent par la présence d'industries électro-intensives (électrochimie, électrométallurgie, papier) attirées par des ressources à bas coût (hydroélectricité en Norvège, Islande, Suède, Suisse ; nucléaire en Suède et en France ; bois et nucléaire en Finlande ; lignite en Grèce et en Serbie).

### Consommation finale d'électricité
La consommation finale d'électricité de l'Union européenne atteignait 2 734 TWh en 2019. La population de l'UE-27 atteignant 447,7 millions d'habitants au 1er janvier 2020, sa consommation moyenne d'électricité était de 6 107 kWh par habitant, supérieure de 87 % à la consommation moyenne mondiale par habitant : 3 265 kWh.
| Pays                                        | 1990  | 2000  | 2010  | 2015  | 2016  | 2017  | 2018  | 2019   | % 2019 | kWh/hab en 2019 |
| ------------------------------------------- | ----- | ----- | ----- | ----- | ----- | ----- | ----- | ------ | ------ | --------------- |
| Total EU-28                                 | 2 465 | 2 842 | 3 162 | 3 053 | 3 080 | 3 105 | 3 098 | 3 051  | 100 %  |                 |
| Total EU-27                                 | 2 191 | 2 513 | 2 833 | 2 749 | 2 776 | 2 778 | 2 772 | 2 734  | 100 %  | 6 107           |
| Allemagne                                   | 455,1 | 483,5 | 532,4 | 514,7 | 517,4 | 574,3 | 567,8 | 548,9  | 20,1 % | 6 606           |
| France                                      | 302,2 | 384,9 | 444,1 | 434,7 | 442,4 | 483,4 | 480,4 | 475,1  | 17,4 % | 7 043           |
| Italie                                      | 214,6 | 273,0 | 299,3 | 287,5 | 286,0 | 314,9 | 315,6 | 314,2  | 11,5 % | 5 207           |
| Espagne                                     | 125,8 | 188,5 | 244,8 | 232,0 | 232,5 | 257,8 | 260,1 | 255,3  | 9,3 %  | 5 421           |
| Pologne                                     | 96,2  | 98,1  | 118,7 | 127,8 | 132,8 | 162,8 | 166,8 | 165,7  | 6,1 %  | 4 316           |
| Suède                                       | 120,3 | 128,7 | 131,2 | 124,9 | 127,5 | 136,7 | 135,6 | 131,4  | 4,8 %  | 12 787          |
| Pays-Bas                                    | 71,5  | 95,1  | 107,7 | 103,1 | 105,6 | 115,4 | 117,1 | 116,9  | 4,3 %  | 6 737           |
| Belgique                                    | 58,0  | 77,5  | 83,3  | 81,7  | 81,8  | 88,9  | 88,6  | 88,3   | 3,2 %  | 7 686           |
| Finlande                                    | 58,9  | 75,7  | 83,5  | 78,5  | 80,8  | 85,2  | 87,2  | 86,0   | 3,1 %  | 15 568          |
| Autriche                                    | 42,1  | 50,3  | 59,9  | 61,1  | 61,9  | 74,5  | 74,1  | 74,1   | 2,7 %  | 8 342           |
| République tchèque                          | 48,2  | 49,4  | 54,2  | 54,6  | 56,0  | 69,6  | 69,9  | 69,6   | 2,5 %  | 6 527           |
| Grèce                                       | 28,5  | 43,2  | 53,1  | 50,8  | 53,4  | 60,4  | 54,3  | 54,9   | 2,0 %  | 5 118           |
| Roumanie                                    | 54,2  | 33,9  | 41,3  | 43,0  | 43,3  | 54,4  | 56,3  | 54,6   | 2,0 %  | 2 823           |
| Portugal                                    | 23,5  | 38,4  | 49,9  | 45,8  | 46,4  | 51,6  | 51,9  | 51,6   | 1,9 %  | 5 017           |
| Hongrie                                     | 31,6  | 29,4  | 34,2  | 36,3  | 37,1  | 42,3  | 43,0  | 43,4   | 1,6 %  | 4 446           |
| Bulgarie                                    | 35,3  | 24,3  | 27,1  | 28,3  | 28,9  | 36,7  | 35,9  | 35,7   | 1,3 %  | 5 121           |
| Danemark                                    | 28,4  | 32,5  | 32,1  | 30,9  | 31,2  | 33,9  | 33,4  | 33,7   | 1,2 %  | 5 798           |
| Irlande                                     | 11,9  | 20,3  | 25,4  | 25,1  | 25,6  | 28,0  | 28,9  | 29,3   | 1,1 %  | 5 949           |
| Slovaquie                                   | 23,4  | 22,0  | 24,1  | 24,4  | 25,0  | 29,5  | 29,4  | 28,4   | 1,0 %  | 5 215           |
| Croatie                                     | 13,3  | 11,8  | 15,9  | 15,3  | 15,3  | 17,2  | 17,2  | 17,2   | 0,6 %  | 4 237           |
| Slovénie                                    | 9,2   | 10,5  | 11,9  | 12,8  | 13,0  | 14,9  | 14,9  | 14,9   | 0,5 %  | 7 143           |
| Lituanie                                    | 12,0  | 6,2   | 8,3   | 9,3   | 9,7   | 12,0  | 12,2  | 12,4   | 0,5 %  | 4 448           |
| Estonie                                     | 6,8   | 5,0   | 6,9   | 6,9   | 7,3   | 9,4   | 9,7   | 9,3    | 0,3 %  | 6 998           |
| Luxembourg                                  | 4,1   | 5,8   | 6,6   | 6,2   | 6,4   | 8,3   | 8,2   | 7,6    | 0,3 %  | 12 269          |
| Lettonie                                    | 8,3   | 4,5   | 6,2   | 6,5   | 6,5   | 7,0   | 7,2   | 7,1    | 0,3 %  | 3 727           |
| Chypre                                      | 1,8   | 3,0   | 4,9   | 4,1   | 4,4   | 4,8   | 4,9   | 5,0    | 0,2 %  | 5 659           |
| Malte                                       | 0,9   | 1,6   | 1,8   | 2,1   | 2,1   | 2,4   | 2,4   | 2,6    | 0,1 %  | 5 078           |
| Autres pays européens et pays voisins :     |       |       |       |       |       |       |       |        |        |                 |
| Russie                                      | 826,6 | 608,5 | 726,7 | 726,3 | 744,7 | 978,4 | 999,4 | 1004,0 |        | 6 954           |
| Royaume-Uni                                 | 274,4 | 329,4 | 329,0 | 303,6 | 303,9 | 327,0 | 326,3 | 317,3  |        | 4 750           |
| Turquie                                     | 45,0  | 95,9  | 170,0 | 214,8 | 228,4 | 262,0 | 272,5 | 272,0  |        | 3 294           |
| Ukraine                                     | 205,5 | 113,5 | 134,1 | 119,0 | 117,4 | 134,1 | 136,8 | 133,7  |        | 3 011           |
| Norvège                                     | 96,8  | 109,5 | 113,2 | 111,1 | 113,6 | 125,0 | 127,7 | 127,1  |        | 23 762          |
| Suisse                                      | 46,6  | 52,4  | 59,8  | 58,2  | 58,2  | 64,1  | 63,3  | 63,1   |        | 7 354           |
| Serbie                                      | 32,3  | 27,3  | 27,6  | 26,9  | 27,3  | 33,1  | 33,0  | 33,3   |        | 4 801           |
| Islande                                     | 3,9   | 6,9   | 15,7  | 17,5  | 17,3  | 18,6  | 19,3  | 19,0   |        | 52 514          |
| Albanie                                     | 1,7   | 4,3   | 5,7   | 5,9   | 5,5   | 6,2   | 6,5   | 6,6    |        | 2 298           |
| Source : Agence internationale de l'énergie |       |       |       |       |       |       |       |        |        |                 |

NB : les consommations par habitant les plus élevées (Islande, Norvège, Suède, Finlande, Luxembourg) s'expliquent par la présence d'usines électro-intensives telles que des raffineries d'aluminium ou les papeteries, attirées par des prix d'électricité très bas (centrales hydroélectriques ou nucléaires).

## Prix de l'électricité

### Prix de gros
En 2018, les prix spot moyens sur les bourses de l'électricité européennes ont fortement progressé : +5 €/MWh en moyenne :
| Pays        | 2014 | 2015 | 2016 | 2018 | Variation 2018/2017 |         |
| ----------- | ---- | ---- | ---- | ---- | ------------------- | ------- |
| Allemagne   | 32,8 | 31,6 | 29,0 | 34,2 | 44,5                | +30,1 % |
| France      | 34,6 | 38,5 | 36,7 | 45,0 | 50,2                | +11,6 % |
| Royaume-Uni | 52,2 | 55,7 | 49,1 | 51,7 | 64,9                | +25,5 % |
| Italie      | 52,1 | 52,3 | 42,8 | 54,0 | 61,3                | +13,6 % |
| Espagne     | 42,7 | 50,3 | 39,7 | 52,2 | 57,3                | +9,7 %  |
| Suisse      | 36,8 | 40,3 | 37,9 | 46,0 | 52,2                | +13,5 % |
| Pays-Bas    | 41,2 | 40,0 | 32,2 | 39,3 | 52,5                | +33,6 % |
| Belgique    | 40,8 | 44,7 | 36,6 | 44,6 | 55,3                | +24,0 % |
| Nord Pool   | 29,6 | 21,0 | 26,9 | 29,4 | 44,0                | +49,6 % |

Ces prix spot ont connu une forte baisse à partir de 2011 où ils étaient proches de 50 € en Allemagne, en France et en Espagne, et supérieurs à 70 € en Italie ; ils ont remonté à partir de 2015.
La remontée de 2018 a plusieurs causes : vague de froid tardive dans toute l’Europe à la fin du mois de février, remontée des prix des combustibles ainsi que du cours des quotas de carbone, été chaud et sec avec plusieurs épisodes de fortes chaleurs conduisant à une hausse de la consommation et à des réductions de puissances sur plusieurs centrales nucléaires, faible production hydroélectrique dans les pays nordiques, maintenances de longue durée sur le parc nucléaire belge. Les prix restent très volatils : l’Allemagne connait de nombreux épisodes de prix négatifs, liés à la part croissante de l’éolien et du solaire dans la couverture de sa consommation ; le nombre d'heures où les prix passent en dessous de zéro atteint 134 heures ; les prix négatifs apparaissent lorsque la consommation résiduelle (consommation totale d'électricité en Allemagne diminuée des productions fatales : éolien et solaire) tombe au-dessous de 30 GW, et les prix s'envolent au-dessus de 100 €/MWh lorsque la consommation résiduelle dépasse 65 GW. Ces prix négatifs se propagent en France uniquement sur onze heures dans l’année (contre quatre en 2017), dont sept le 1er janvier, où le prix baisse jusqu'à −31,8 €/MWh ; par contre, des prix très élevés sont observés en novembre : le prix français dépasse 150 €/MWh au cours de quatre journées, atteignant un pic à 259,95 €/MWh le 21 novembre à 18 h.
Les marchés sont de plus en plus couplés entre eux, créant une zone d'échange unique où les prix deviennent identiques pendant les périodes où les capacités d'interconnexion ne limitent pas les échanges transfrontaliers ; ainsi, le 26 mars 2018 entre 2h et 3h, les prix spot étaient identiques dans toute l'Europe couplée, du Portugal à la Finlande, sauf en Grande-Bretagne. Depuis 2006, le marché français a été progressivement couplé avec la plupart des marchés de l'Europe de l'ouest et du nord ; le couplage s'est étendu à l'Irlande et à la Croatie en 2018 ; il sera étendu à quatre pays d'Europe de l'est en 2020 : République tchèque, Slovaquie, Hongrie et Roumanie.

### Prix de détail

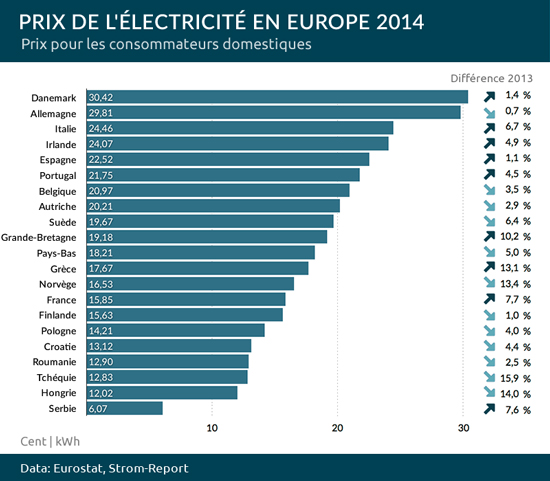
Prix de l'électricité en Europe pour les consommateurs domestiques 2014.

Les statistiques ci-dessous sont tirées de la base de données d'Eurostat (les petits pays ont été écartés pour améliorer la lisibilité).

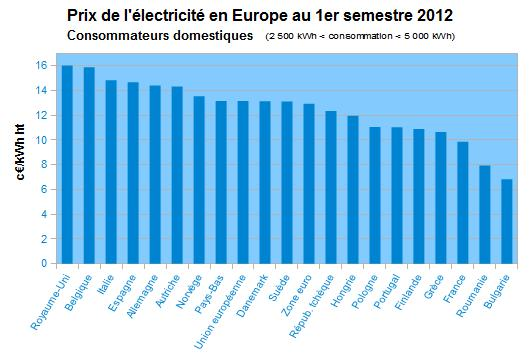
Prix de l'électricité en Europe pour les consommateurs domestiques au 1er semestre 2012.

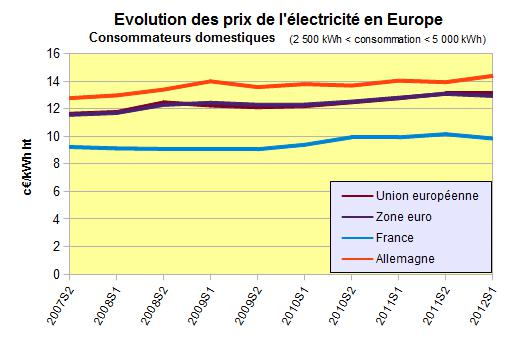
Évolution des prix de l'électricité en Europe pour les consommateurs domestiques 2007-2012.

Prix hors taxes pour les consommateurs domestiques (résidentiels) :
Prix hors taxes pour les consommateurs industriels (500 à 2 000 MWh) :

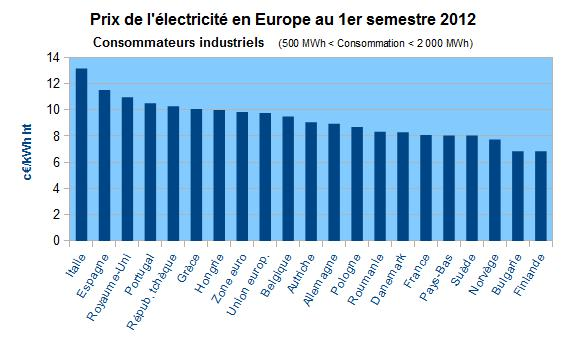
Prix de l'électricité en Europe pour les consommateurs industriels au 1er semestre 2012.

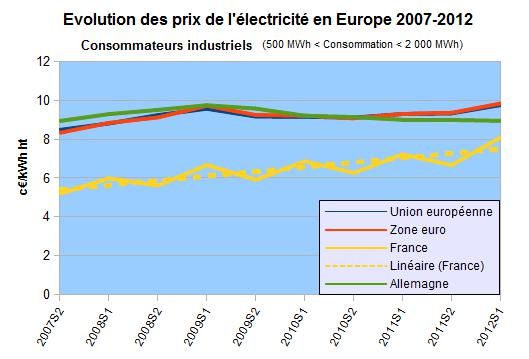
Évolution des prix de l'électricité en Europe pour les consommateurs industriels 2007-2012.

Une étude publiée en novembre 2014 par l'U.S. Energy Information Administration compare les prix de l'électricité ainsi que leur évolution entre l'Europe et les États-Unis (prix moyens TTC pour les consommateurs résidentiels) ; voici ses principales conclusions :
- en 2013, les prix moyens de l'électricité pour les consommateurs résidentiels atteignaient 0,20 €/kWh (0,265 7 US $) en Europe, en hausse de 43 % par rapport à la moyenne de 2006 : 0,188 US $, alors qu'aux États-Unis le prix moyen n'avait augmenté que de 17 %, de 0,104 $/kWh à 0,121 2 $/kWh (NB : le taux de change utilisé dans cette étude est de 1,328 $/€ ; avec le taux de 1,245 $/€ du 29 novembre 2014, la moyenne 2013 des prix européens est ramenée à 0,249 $, soit 2,05 fois le prix moyen américain) ;
- les prix varient fortement d'un pays à l'autre dans l'Union européenne : de 11,99 c$/kWh (Bulgarie) à 39,42 c$/kWh (Danemark) en 2013 ; après le Danemark, l'Allemagne a le prix le plus cher d'Europe ;
- aux États-Unis, les prix moyens 2013 varient de 8,67 c$/kWh dans l'état de Washington à 18,84 c$/kWh dans celui de New York et même à 36,99 c$/kWh à Hawaii ;
- les taxes sont un des principaux facteurs explicatifs de ces différences : les taxes représentaient en moyenne 31 % du prix en Europe en 2013 contre 23 % en 2006 ; ce taux variait de 5 % au Royaume-Uni à 57 % au Danemark ;
- en Allemagne, où les taxes atteignent près de la moitié du prix de détail, une taxe destinée à subventionner les énergies renouvelables représente la majeure partie de ces taxes ; la production d'électricité à partir des énergies renouvelables hors hydroélectricité est passée de 6 % en 2006 à plus de 12 % en 2013 en Europe, alors qu'aux États-Unis leur part est passée de 2,5 % à plus de 5 % ;
- le gaz naturel assure une part croissante de la production d'électricité aux États-Unis, où la production locale de gaz en forte augmentation permet un approvisionnement à moindre coût, alors qu'en Europe la majeure partie du gaz, qui contribuait en 2012 pour 18 % à la production électrique, est importée depuis des gisements lointains par gazoducs et par méthaniers à des prix beaucoup plus élevés : de 2006 à 2013, les prix du gaz naturel aux principaux nœuds du réseau au Royaume-Uni et en Allemagne ont progressé de plus d'un tiers alors qu'aux États-Unis les prix au nœud de référence Henry Hub ont baissé de 45 %.

## Principales entreprises
Une étude de PwC fournit la liste des principaux groupes électriques européens classés par production, émissions de dioxyde de carbone et facteur d'émission :
| Groupe              | Production 2012 TWh | Émissions 2012 Mt CO2 | Facteur d'émission 2012 kg CO2/MWh |
| ------------------- | ------------------- | --------------------- | ---------------------------------- |
| EDF                 | 594                 | 54                    | 90                                 |
| RWE                 | 202                 | 159                   | 785                                |
| Vattenfall          | 194                 | 85                    | 441                                |
| E.ON                | 180                 | 86                    | 496                                |
| Enel                | 180                 | 79                    | 438                                |
| GDF Suez            | 163                 | 55                    | 341                                |
| Iberdrola           | 76                  | 19                    | 254                                |
| ČEZ                 | 69                  | 27                    | 395                                |
| Statkraft           | 60                  | 0,5                   | 8                                  |
| EnBW                | 59                  | 22                    | 369                                |
| Fortum              | 54                  | 5                     | 91                                 |
| Scottish & Southern | 46                  | 24                    | 531                                |
| DEI                 | 40                  | 47                    | 1 174                              |
| Union Fenosa        | 37                  | 15                    | 398                                |
| EDP                 | 36                  | 18                    | 496                                |
| Verbund             | 35                  | 3                     | 82                                 |
| Drax                | 27                  | 24                    | 882                                |
| DONG Energy         | 16                  | 4                     | 278                                |
| TVO                 | 15                  | 1                     | 39                                 |
| Edipower            | 11                  | 4                     | 408                                |

Une étude du cabinet de consultants Watt's Next sur les comptes annuels des 25 principaux énergéticiens européens (électriciens et gaziers) de 2010 à 2014 montre une bonne résistance à la crise : malgré la baisse de la consommation de gaz, la stagnation de celle d'électricité et la forte chute des prix de gros de l'électricité, qui ont (avec les facteurs climatiques : hivers doux en 2013 et 2014) causé un recul de leur chiffre d'affaires de 2,6 % en 2013 et 5,6 % en 2014, ils ont réussi à s'adapter par des plans de réductions de coûts et de cessions d'actifs. Leur marge brute d'exploitation (Ebitda / Chiffre d'affaires) a reculé de 20,5 % en 2010 à 16,8 % en 2014. EDF s'affiche comme le champion avec un Ebitda de 17,3 milliards en 2014, soit 24 % de marge. Plusieurs d'entre eux ont enregistré des dépréciations d'actifs : au total près de 60 milliards d'euros sur les trois derniers exercices : 15 milliards chez Engie (ex-GDF Suez), 7,7 milliards chez Enel, 4,8 milliards chez RWE et E.ON. Entre 2010 et 2014, ils ont globalement réduit leurs investissements industriels de 73,1 à 59,7 milliards d'euros (- 18 %), certains comme E.ON ayant même divisé les leurs par deux ; la plupart ont annoncé de nouvelles baisses à venir. Ils ont cédé pour 90 milliards d’euros d’actifs en cinq ans. Leur dette totale atteignait 271 milliards d'euros fin 2014, dont 137 milliards pour les cinq leaders : E.ON, Engie, Enel, EDF et RWE ; en deux ans (2013 et 2014), elle a reculé de 50 milliards et représente 2,5 fois l'Ebitda (2 pour EDF et 2,3 pour Engie), dénotant une capacité de remboursement satisfaisante ; les opérateurs ibériques Iberdrola, Gas Natural Fenosa et, surtout, Electricidade de Portugal sont dans une situation plus délicate avec un ratio bien supérieur à 3, le seuil de fragilité.
Les grands groupes électriques européens ont subi une crise profonde de 2014 à 2016 du fait de la baisse des prix de l'énergie : E.ON a enregistré des pertes de 3,1 G€ (milliards d'euros) en 2014, 6,4 G€ en 2015 et 16,0 G€en 2016, causées par des dépréciations massives sur ses centrales à charbon et à gaz ; après avoir, en 2016, placé en Bourse 53 % de sa filiale Uniper, dans laquelle il a logé ses centrales électriques traditionnelles, il compte céder le reste du capital d'Uniper à partir de 2018 et se recentrer sur les énergies renouvelables, les réseaux et les services ; Engie a adopté la même stratégie ; RWE a logé ses actifs les plus rentables (renouvelables) dans sa filiale Innogy, et des réflexions sont engagées sur un éventuel transfert des centrales à charbon à un fonds parapublic. EDF a moins souffert, son résultat brut d'exploitation a même progressé de 3,9 % ; mais la forte baisse du prix de l’électricité sur le marché de gros en Europe l'a pénalisé et son PDG annonce un plan d'économies d'un milliard en 4 ans et une baisse des investissements.